# マツダ・アクセラ
アクセラ（AXELA）は、マツダが製造・販売していた乗用車である。
日本国外向けの車名は当初より「Mazda3」であったが、2019年より日本国内を含む全世界で「MAZDA3」の車名に統一された。本項では、日本で「アクセラ」の車名を名乗っていた2019年までについて記述する。

## 初代 BK系（2003年 - 2009年）
長年親しまれた「ファミリア」（北米では「プロテジェ」、欧州などでは「マツダ323」）に代わる世界戦略車として、ボディサイズを拡大しあらゆる面での実力を引き上げて開発された。ファミリア同様、日米欧の3極をはじめ世界展開される同社の中核車種である。
ヨーロッパにおけるCセグメント車の市場を見据え、ボルボ・S40・V50とフォード・フォーカスとプラットフォームを共用しつつ基本設計された。ボディタイプは4ドアセダンと「スポーツ」と称する5ドアハッチバックの2種類を用意。マツダでは小型乗用車に分類されるが、ボディサイズは他社のそれより一回り大きく、実質的にミドルセダン（1,800～2,000ccクラス）に相当する。近年の大型化の流れを受けて全幅は1,745 - 1,770mmあり、エンジンの排気量にかかわらず全車3ナンバー登録となる。ただし、ドアミラーを含めた車幅は日本の道路事情を考慮し、5ナンバー車と同等の数値に抑えている。「スポーツ」の全長は3代目ランチア・デルタを除けば、同クラスハッチバック車としては最長である。
マツダスピードアクセラは、いわゆるホットハッチの一種で、2006年に追加された。L3-VDT型2.3 L直噴ガソリンターボエンジン「MZR 2.3 DISI TURBO」が搭載され、6速MTとLSDが組み合わせられる。補強された5ドアハッチバックボディが採用され、ホイールには18インチアルミホイール、ブレーキは前輪・12.6インチ（320mm）、後輪・11インチ（280mm）という大径のものが採用された。スペックは264PS/38.8kgf·mと、当時の前輪駆動車としては異例の高い数値を発揮し、0-100 km/h加速ではホンダ・インテグラタイプRや同シビックタイプRをも凌ぐタイムを叩き出した。一方でシャシに対してエンジン出力が過大であったため、“じゃじゃ馬”と評される事もしばしばあった。
走りにこだわる欧州のユーザーに高い評価を得ており、2004年のヨーロッパ・カー・オブ・ザ・イヤーにてゴルフVと並ぶ同率2位（日本車中1位。総合1位はフィアット・ニューパンダ）を獲得。2005年度にマツダはさらなる増産を決定。2006年8月末時点で国内生産累計台数は100万台を突破した。生産開始から3年2か月での達成は、マツダ車として過去最短記録である。その後、2008年10月末時点で世界累計生産200万台を、2011年4月26日時点で世界累計生産300万台を達成した。

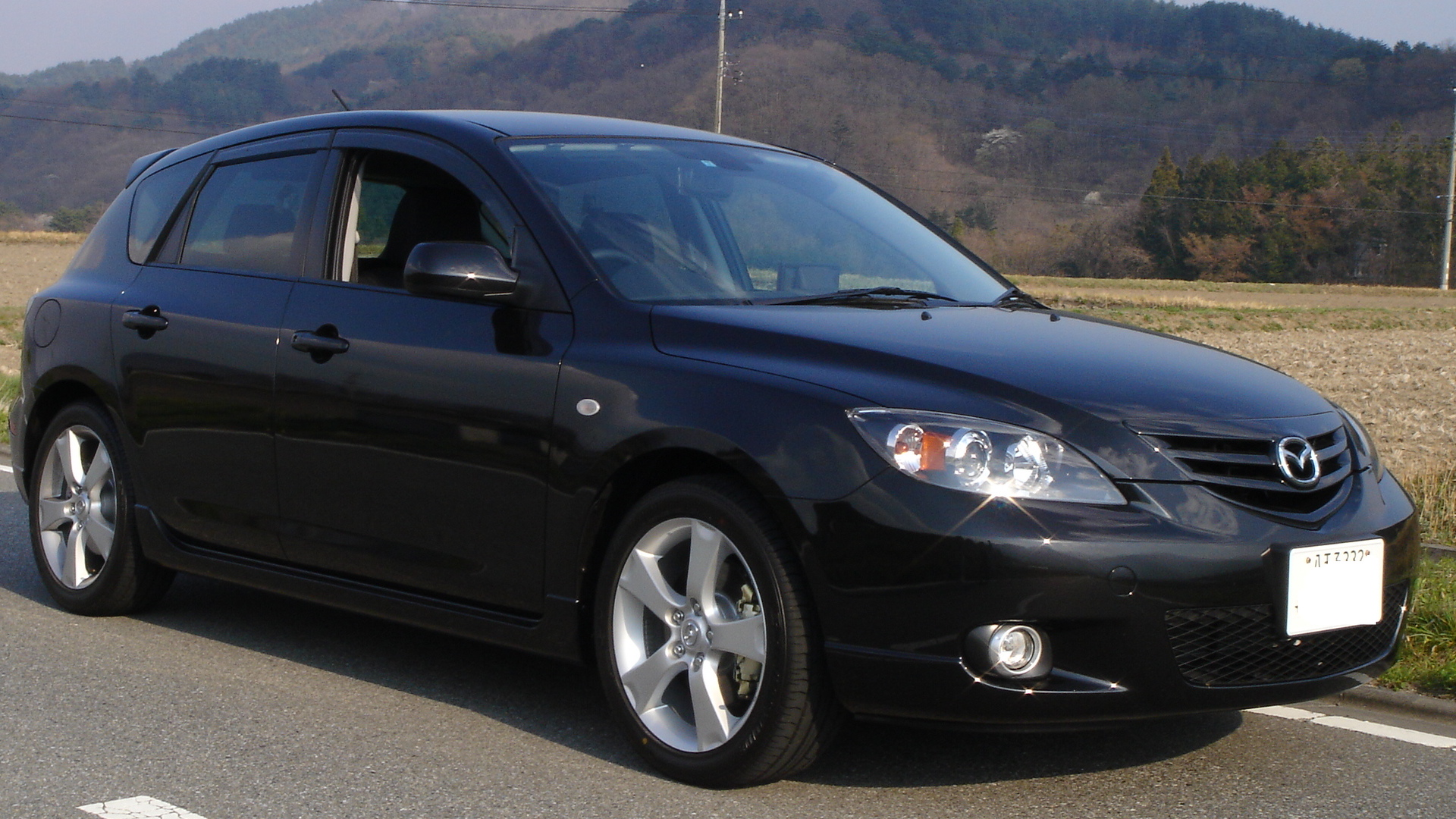
アクセラスポーツ（フロント・日本仕様23S前期型）
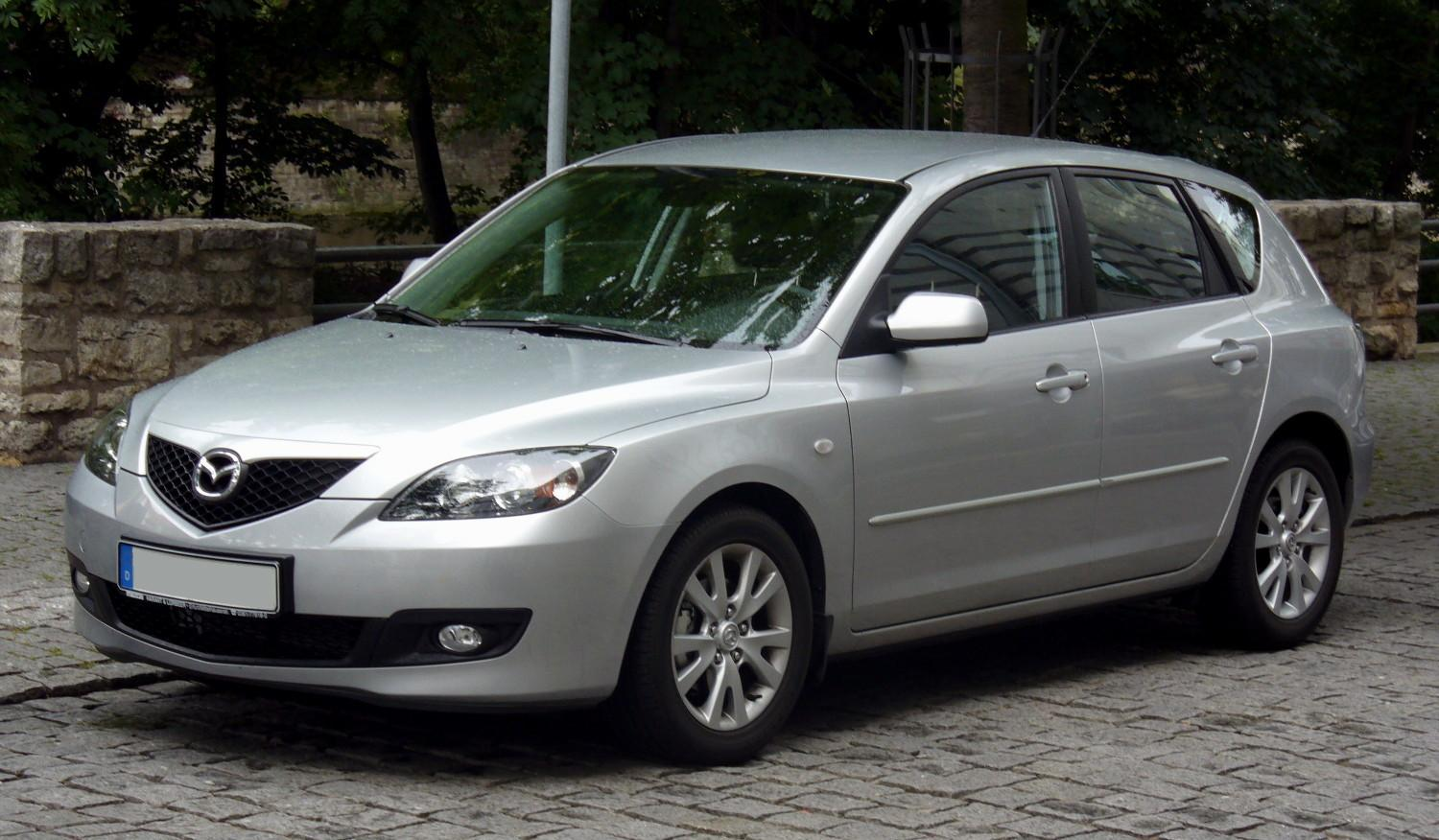
アクセラスポーツ（欧州仕様、後期型）
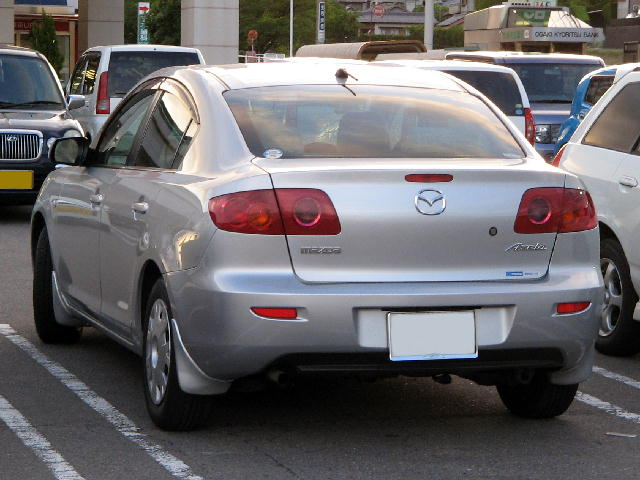
アクセラセダン（リア・前期型日本仕様）
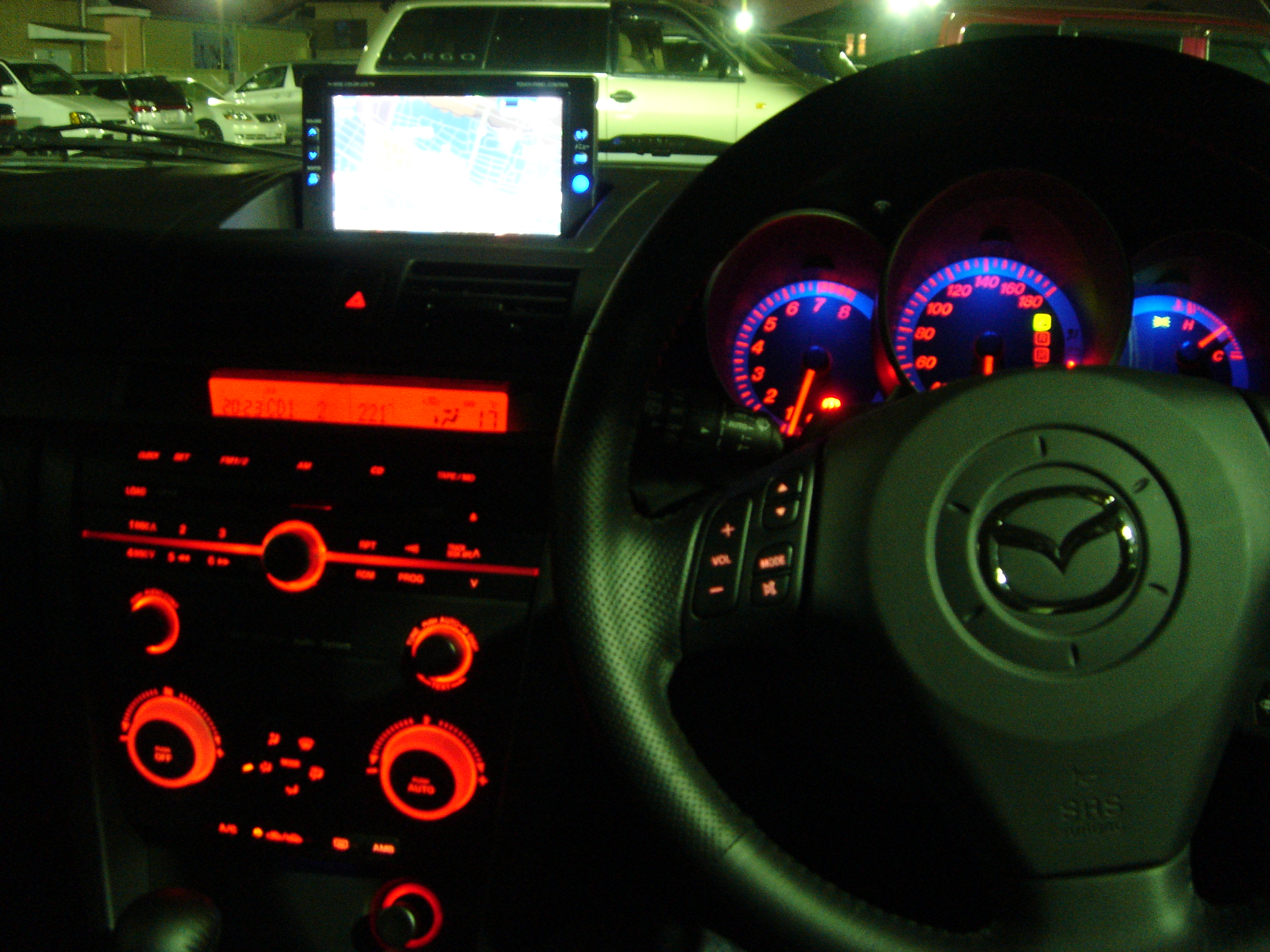
アクセラスポーツ ブラックアウトメーター
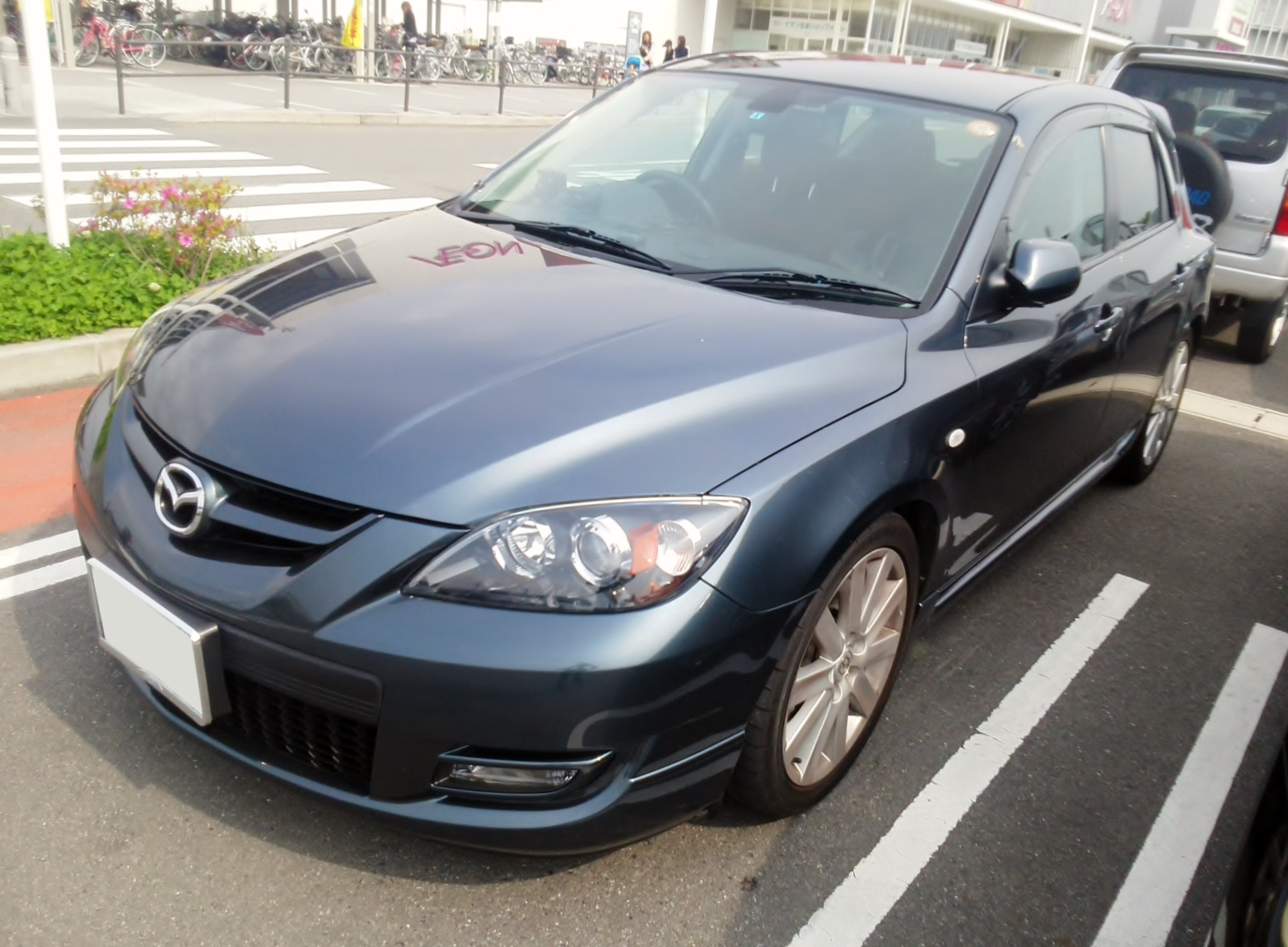
マツダスピードアクセラ（フロント）
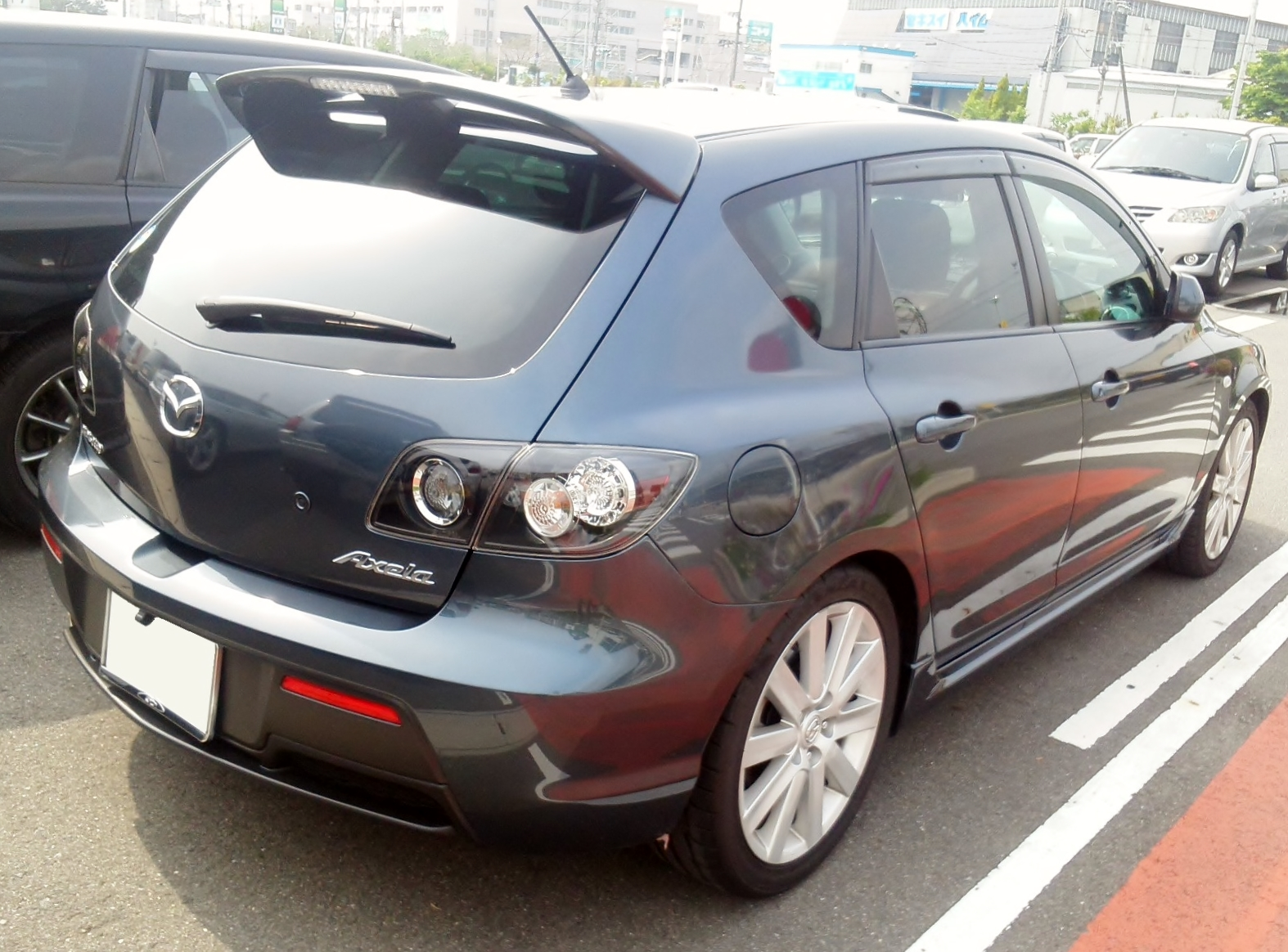
マツダスピードアクセラ（リア）

### 年表
- 2003年
  - 6月25日 - 防府工場にて欧州仕様の「Mazda 3」生産開始[5]。
  - 10月15日 - 発表・発売。グレード体系はアクセラ・アクセラスポーツとも15F・20C・23Sの3グレード展開で、15Fには5速MTも設定されていた。国内での目標年間販売台数は3万台、世界での目標年間販売台数は25万台[6]。
  - 11月18日 - 2004年ヨーロッパ・カー・オブ・ザ・イヤーで日本車では最高位の第2位に選出される（前年の2003年でもアテンザ（Mazda 6）が日本車では最高位の第2位に選ばれており、日本メーカーが2年連続で第2位に選ばれたのは初のこと）[7]。
  - 12月19日 - 「23S」に5速MT車を追加[8]。
- 2004年
  - 2月21日 - カナダ・カー・オブ・ザ・イヤーを受賞[9]。
  - 4月 - 教習車仕様の販売をスタート[10]。仕様変更。15Fが「平成17年排出ガス基準75%低減レベル（☆☆☆☆）」に認定。
  - 10月21日 - 新グレード「20S」追加。同時に一部改良。「マツダリトラクタブルタイプキー」とブラックベゼルのリアコンビランプを標準装備し、ボディカラーの「カナリーイエローマイカ」に替わって「スノーフレイクホワイトパールマイカ」を追加（15Fを除く）。23Sは装着率が高いオプションパッケージ「S-Package」の装備品を標準装備化。20C/23Sと新グレードの20Sで「平成17年排出ガス基準50%低減レベル（☆☆☆）」の認定を受け、車両型式の排出ガス規制記号も「UA-」から「DBA-」もしくは「CBA-」へと変更となる[11]。
  - 12月22日 - スポーツ20S/23Sをベースに、ブラウンの本革シートとBOSE製サウンドシステム等を装備した特別限定車「Sound Leather Limited」（限定600台・若干数追加）を発売[12]。
- 2005年
  - 6月28日 - 欧州・北米・豪州向けの輸出に対応する為、宇品第2工場での生産を開始[13]。
  - 11月22日 - 一部改良。オーディオ標準装備グレードを拡大し、灯火器規制に対応。20C/20S/23Sには、新色カッパーレッドマイカ（NCロードスターにも設定）、カーボングレー（以前はSLL専用色であった）が登場。また、新グレードとして、ブラウンの本革シートとBOSE製サウンドシステム&7スピーカー、高輝度アルミホイールなどを装備した上級グレード「20H/23H」、ブラック内装とした「15C」が追加された（20H/23Hはスポーツ専用グレード）[14]。
- 2006年
  - 6月6日 - マイナーチェンジ。エクステリア・インテリアを変更し、ボディーカラーに新2色（オーロラブルーマイカとクリスタルホワイトパールマイカ）とアクセラ以外のマツダ車に設定されている3色（トゥルーレッド、ファントムブルーマイカ、ギャラクシーグレーマイカ）の計5色を追加。イモビライザー(15Fを除く）、リア中央席用3点式シートベルト・ヘッドレストを全車に追加、さらにAT車の20S/23Sにはステアリングシフトスイッチも追加された。また、20C/20S/スポーツ23Sはアクティブマチック付5EC-ATに変更し「平成17年排出ガス基準75%低減レベル（☆☆☆☆）」認定に格上げ。グレード体系も変更され、20H/23Hを廃止、23Sはスポーツ・AT車のみの設定となり、4WD車の「20F」を追加。6月22日には2.3L DISIターボエンジンを搭載した「マツダスピードアクセラ」を発売[15]。
  - 8月31日 - 国内累計生産台数100万台達成（発売から3年2か月での達成となり、アテンザが持っていたマツダ車としての過去最短記録を塗り替えた）[16]。
  - 11月21日 - マツダアクセラスポーツの特別仕様車『スタイリッシュトーンシリーズ』を販売開始[17]。
- 2008年
  - 1月22日 - 一部改良。ボディカラーの入れ換えや外内装の変更を行う。また、セダンは「20C」を廃止する替わりに、アルカンターラと本革を組み合わせたシート・ドアトリム等を採用した「20E」を追加。さらに、スポーツにはブラックのアルカンターラ/本革シート・ドアトリムを採用した特別仕様車「20HS/23HS」を発売[18]。
  - 10月31日 - 累計生産台数200万台達成（発売から5年4か月での達成となり、2002年以降では最短記録を樹立）[19]。
- 2009年
  - 1月19日 - スポーツ15Cをベースにリアルーフスポイラーとアルカンターラを使用した専用車検証入れを装備しながら、15Cよりも廉価な価格に設定した特別仕様車「1.5 Smart Edition」を発売。なお、リアドア・リアウィンドウ・リアゲートのダークティンテッドガラスはオプションとして用意される[20]。
  - 5月[21] - 生産終了。在庫対応分のみの販売となる。
  - 6月 - 2代目と入れ替わる形で販売終了。販売終了前月までの新車登録台数の累計は、13万209台[1]

## 2代目 BL系（2009年 - 2013年）
2008年のロサンゼルス・モーターショーでセダンが、ボローニャモーターショーで5ドアハッチバック（スポーツ）がそれぞれ発表された。開発コンセプトは「再びカスタマーの期待を超える」。日本国内での月間販売目標は「アクセラセダン」と「アクセラスポーツ」、ホットハッチの「マツダスピードアクセラ」の3モデル合わせて2,000台と発表された。
オーストラリア市場では2011年から2年連続で販売台数第1位を記録した車種であった。
エクステリア
フロントフェイスはマツダブランドの個性をより際立たせた、構成する全てのラインを五角形グリルの下部中央に向かって集束させる「センターフォーカス」の考え方に基づいた、より躍動感のあるデザインとした。プラットフォームは先代の流用でボディサイズはほぼ同じであるが、足回りは一新された。ヘッドランプはプロジェクター式を採用するが、HID仕様とハロゲン仕様ではデザインが一部異なる。
「スポーツ」ではリアフェンダーを強調させたデザインやさらに立体的となったCピラーの造形などのより踏ん張り感のあるスポーティなフォルムに。「セダン」は洗練さを増し、流れるようなクーペシルエットが特長で、初代のショート&ハイデッキスタイルを踏襲しながら塊感を強調。「マツダスピードアクセラ」はボンネットの専用エアインテークや専用エアダンパー、大型フローティングリアルーフスポイラー、大型デュアルエギゾーストマフラーを装備し、プレミアム感とスポーティさを表現した。ボディカラーは「セレスティアルブルーマイカ」、「インディゴライトマイカ」、「グラファイトマイカ」の新色3色を含む7色を設定した。
インテリア
内装ではセンターから両サイドへ向けて力を発散させるようにデザインしたダッシュボードにより視覚的な広がりを見せ、コクピットデザインはドライバーを包み込むようにレイアウトされた。「セダン」「スポーツ」は黒を基調とした2種類の布シートを用意し、「マツダスピードアクセラ」はサイド材に本革を使用したハーフレザーシートを採用すると共に、シートやドアトリム、ステアリングなどには赤をアクセントに取り入れ、スポーティで洗練された質感を表現した。
また、新開発のマルチ・インフォメーション・ディスプレイ（MID）を採用（法人向け専売モデルのセダン「15F」を除く）。通常モデルでは3.5インチSTN液晶によるドット表示で、セットオプション装着車は4.1インチカラー液晶となる。表示機能は燃費、i-stop作動時間、エコ運転評価、メンテナンス時期など。オーディオ・フルオートエアコンスイッチ・シフトレバーも手の動きで最小限に操作できるように配置された。また、全車に装備されるフルオートエアコンは運転席と助手席で別々の温度設定が可能で、花粉除去フィルターを搭載。オプションメニューには専用開発されたBoseサウンドシステム（10スピーカ付）や7インチワイド液晶ディスプレイを持つ40GB HDDナビゲーションシステムが用意された。また、ボタン操作でエンジン始動・停止ができるプッシュボタンスタートシステムとアドバンストキーレスシステムを装備した（「15C」はメーカーオプションで装備可能）。
メカニズム
2.0 L・2WD車にはアイドリングストップシステム「i-stop」を装備。燃焼エネルギーを使うことで通常のアイドリングストップの半分の時間（メーカー発表値で0.35秒）で再始動ができ、停止・始動時の騒音や振動を抑え、違和感のないスムーズな操作ができる。この「i-stop」を装備したことにより、燃費が先代に比べ、約15%向上。1.5 L車もCVTが新たに搭載され、燃費が向上された。また、低燃費運転をサポートするエコドライブ支援機能を新たに装備すると共に、2.0 L・2WD車と「マツダスピードアクセラ」には貴金属の使用量を約70%削減する世界初のシングルナノ触媒を装備した。なお、先代「アクセラ」に設定されていた2.3 L車は廃止となった。
安全面では50km/h以上走行時に急ブレーキをした際にハザードランプを高速点滅させることで後続車に知らせる「エマージェンシー・シグナル・システム」を搭載。また、2代目アテンザで初採用された、車速60km/h以上走行時に隣車線の後方から接近する車両を検知し、ドアミラーの鏡面に内蔵されたインジケーターが点灯し警告する「リアビークル・モニタリング・システム」を2.0 L車と「マツダスピードアクセラ」にオプション設定するほか、広範囲に撮影する超広角カメラを採用した「駐車支援システム」をメーカーセットオプションに設定した。
なお日本国外のモデルにおいては1.6 L、2.0 L、2.2 Lディーゼルエンジンに加え、先にアテンザに搭載された2.5 Lエンジンのモデルも存在する。また、i-stopは基本的に日本国内専用装備となっている（マイナーチェンジ後含む）。

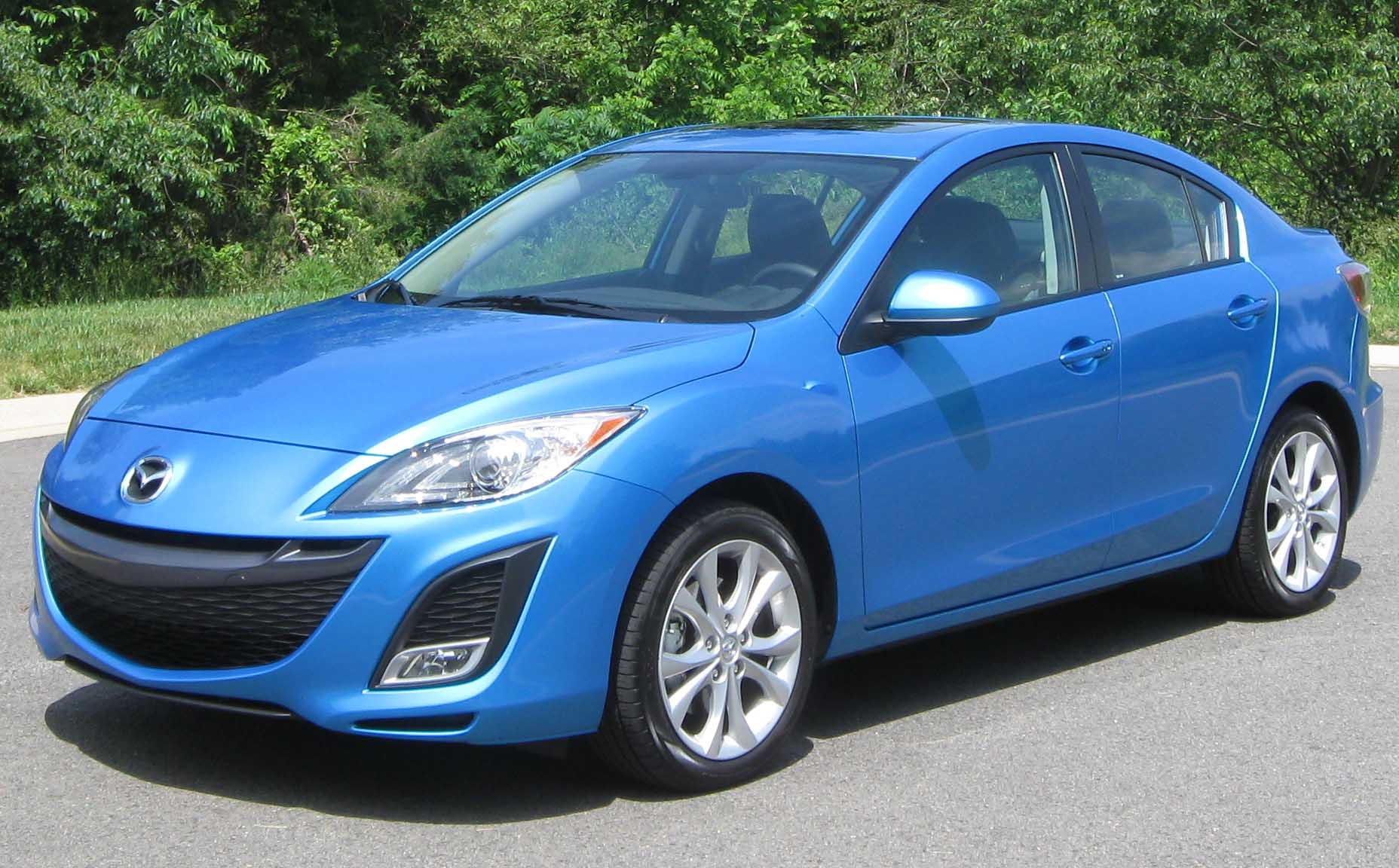
セダン（北米仕様前期型）
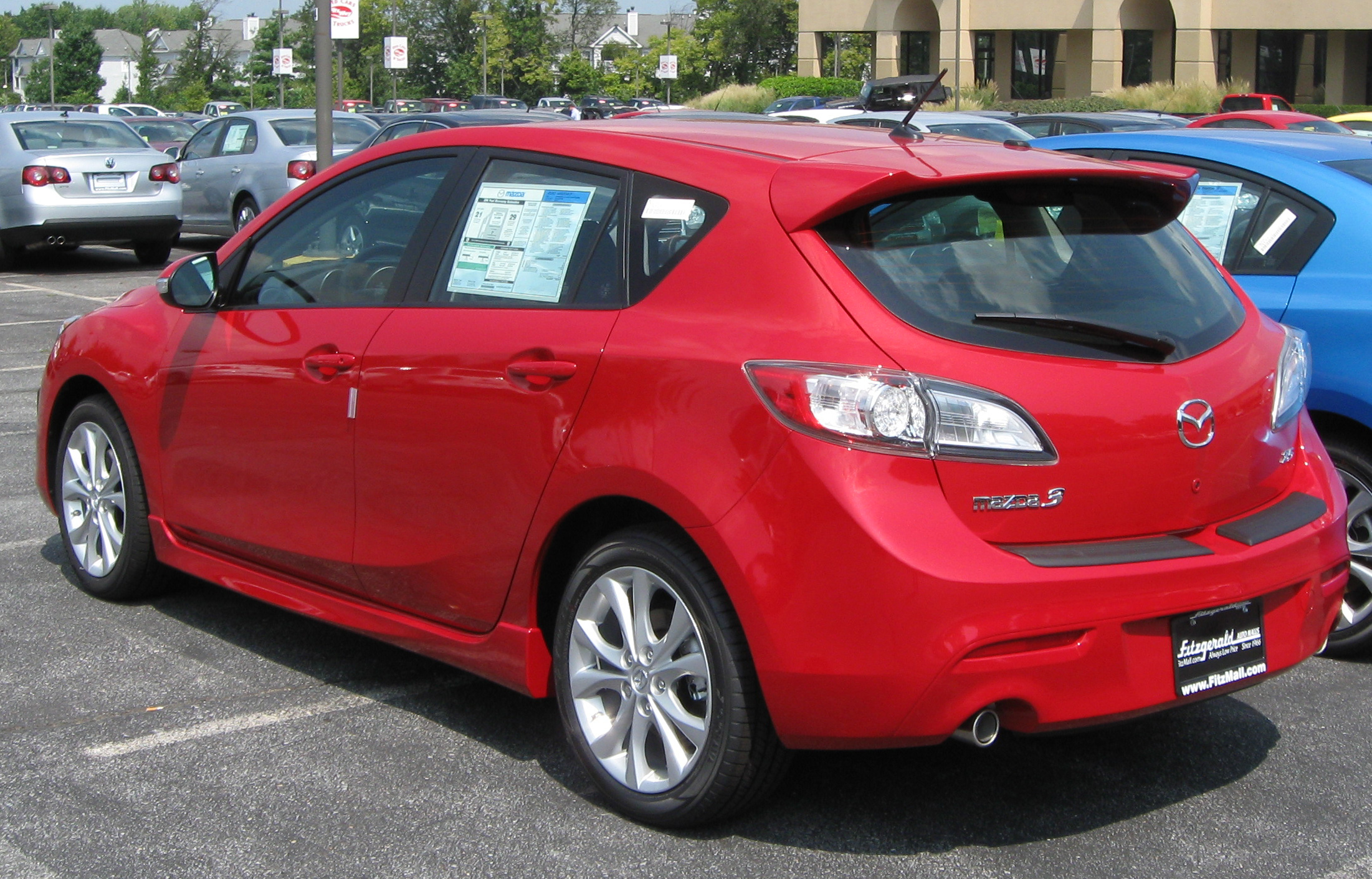
スポーツ（北米仕様前期型）
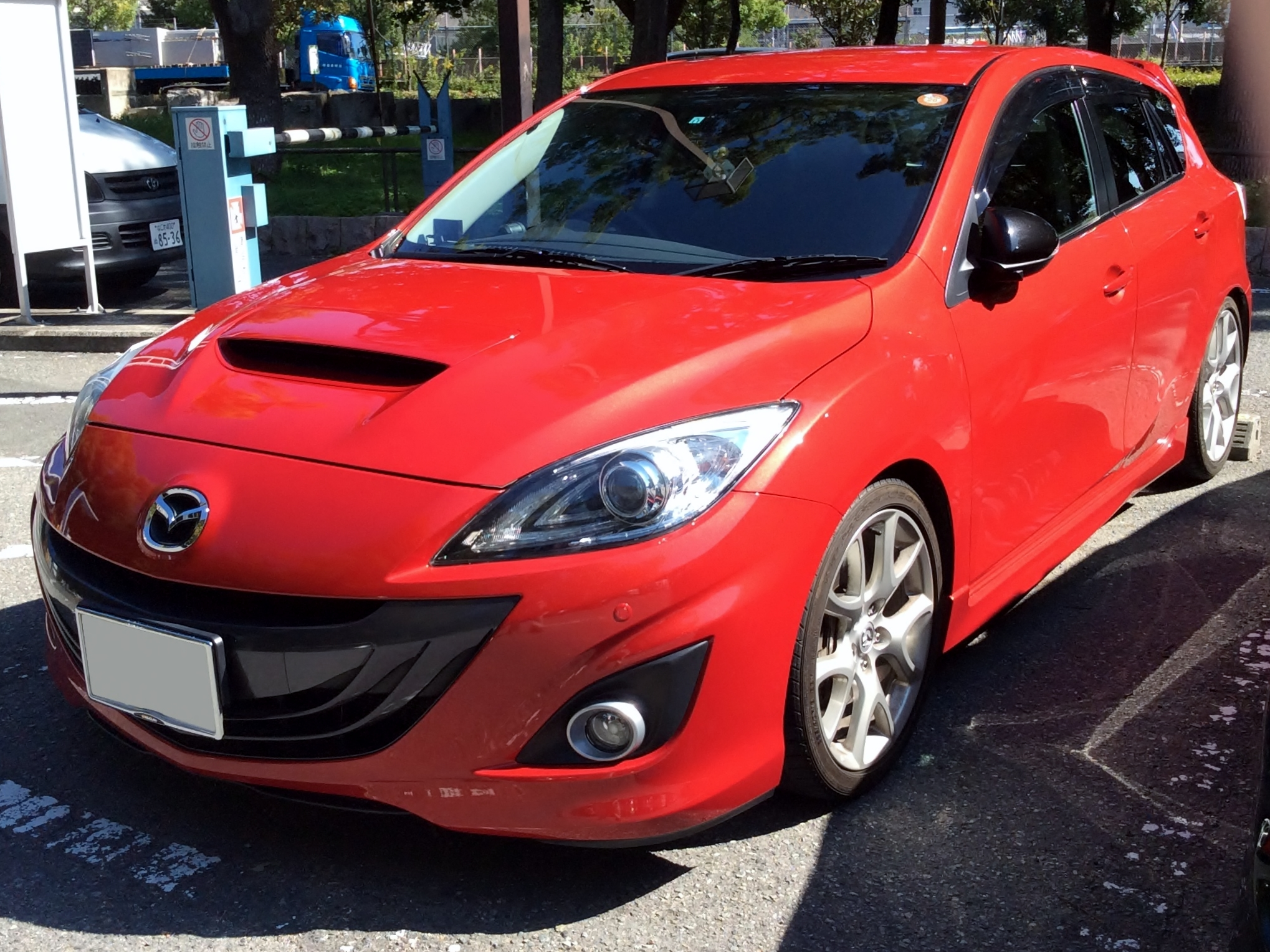
マツダスピードアクセラ
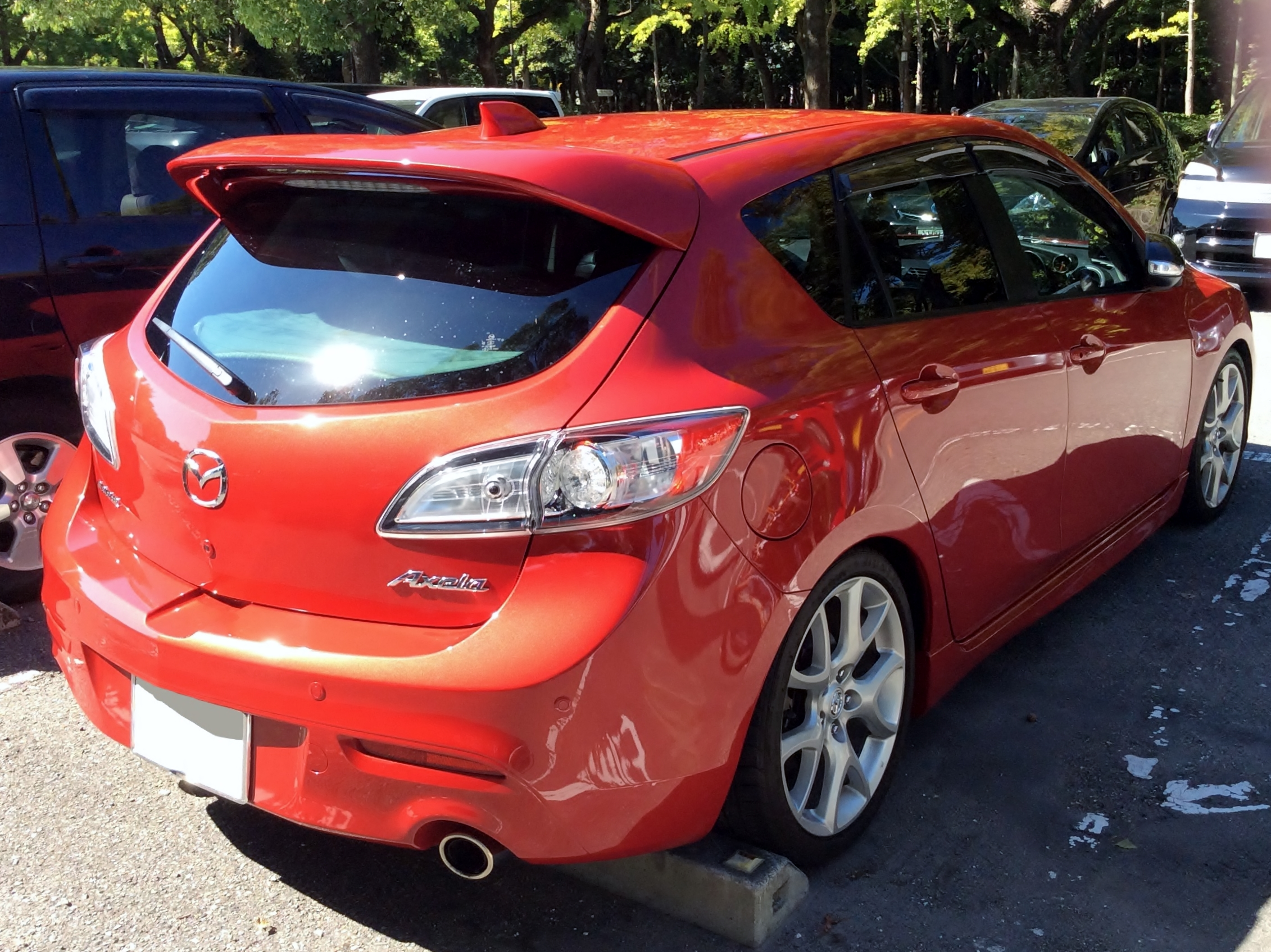
マツダスピードアクセラ
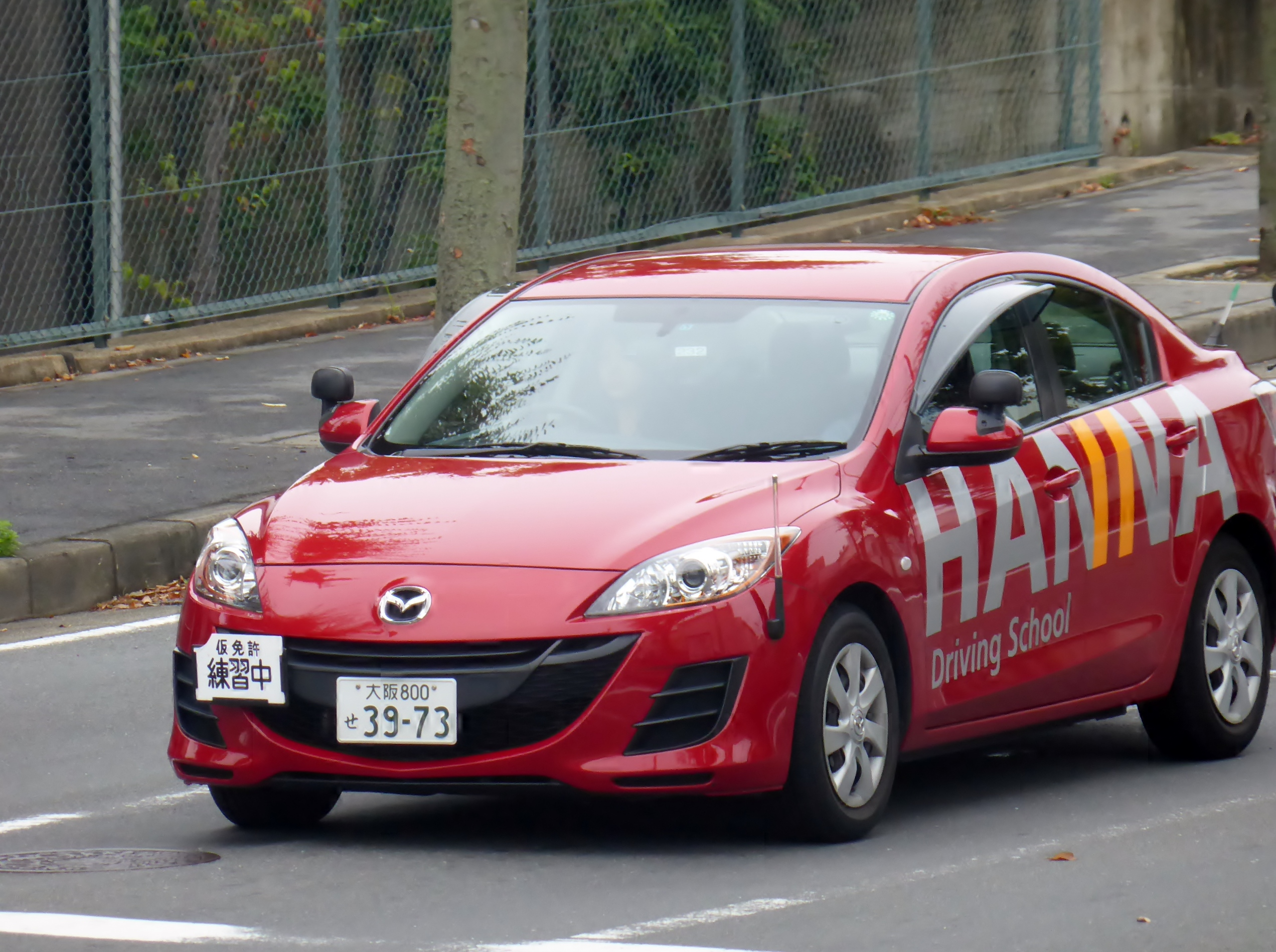
教習車仕様

### 年表
- 2008年
  - 11月19日 - ロサンゼルス・モーターショーにて、2代目アクセラの4ドアセダン（北米仕様車）を世界初公開[26]。
  - 12月3日 - ボローニャモーターショーにて、2代目アクセラの5ドアハッチバック（欧州仕様車）を公開[27]。
- 2009年
  - 5月14日 - 予約受注の受付を開始。同時に日本国内での発売予定日が発表された[28]。
  - 6月11日 - フルモデルチェンジ。日本での販売を開始。販売開始の1ヶ月間で、目標の3.8倍の7,640台の受注を獲得[29]。
  - 11月24日 - アクセラに搭載される『i-stop』機構が、第6回エコプロダクツ大賞を受賞[30]。
  - 11月26日 - Mazda3の欧州仕様車が、欧州の安全性能総合評価の五ツ星（最高評価）を獲得[31]。
- 2010年
  - 1月27日 - マツダ創立90周年を記念し、スポーツ「20C/20S」及びセダン「20C/20E（2WD車）」（全タイプ「i-stop」標準装備）をベースに、ボディカラーにマツダ車では国内初採用となる「ガンメタルブルーマイカ」を設定した「90周年記念特別仕様車」を発売[32]。
  - 3月24日 - マツダ創立90周年記念特別仕様車「スポーツ 1.5 S Style」を発売。スポーツ「15C」をベースに15インチ又は16インチアルミホイール、サイドアンダースポイラー、LEDリアコンビネーションランプ、ダークティンテッドガラス（リアドア、リアクォーター、リアゲート）を特別装備。さらに、16インチアルミホイール装着車には追加でディスチャージヘッドランプと4.1インチカラー液晶を搭載したマルチインフォメーションディスプレイを装備し、ステアリングとシフトノブを本革巻とした[33]。
  - 5月21日 - カナダで2010年4月の乗用車販売台数第1位となったことが発表された[34]。
  - 12月2日 - ワンセグ地デジチューナーを内蔵したHDDナビゲーションシステムやバックガイドモニターを装備した特別仕様車「Navi Edition」を発売。
    - グレードはスポーツ「15C」、スポーツ「15S」（特別仕様車「1.5 S Style」の16インチアルミホイール装着車がベース）、スポーツ「20S」、セダン「15C」、セダン「20E」の5グレードを設定。ナビゲーション以外にもマルチインフォメーションディスプレイ（カラー液晶、スポーツ「15S」はベース車に標準装備）とダークティンテッドガラス（スポーツ/セダンの「15C」のみ、その他のグレードはベース車に標準装備）を装備したほか、スポーツ「15S」にはプッシュボタンスタートシステム+アドバンストキーレスエントリーシステム&アドバンストキー×2（スポーツ「20S」とセダン「20E」はベース車に標準装備）とフレキシブルフロアボード&ネットを、セダン「15C」にはLEDコンビネーションランプ（スポーツ「15S」と「20S」、セダン「20E」はベース車に標準装備）を、スポーツ「20S」とセダン「20E」にはBoseサウンドシステム、アダプティブ・フロントライティング・システム（AFS）、ディスチャージヘッドランプ（スポーツ「15S」はベース車に標準装備）をそれぞれ装備。さらにスポーツ「20S」は17インチアルミホイールも装備し、タイヤサイズを変更した[35]。
- 2011年
  - 5月26日 - 同年4月26日時点で世界累計生産台数300万台を突破したことを発表（初代モデル発売から7年10か月での達成となり、現行マツダ車の乗用車ラインナップ内での最短記録を樹立）[36]。
  - 9月27日 - マイナーチェンジ。
    - 日本国内における「SKYACTIV TECHNOLOGY」第2弾車種となり、2.0 L・FF車のパワートレインを一新。エンジンにPE-VPS型直噴エンジン「SKYACTIV-G 2.0」を搭載するとともに、変速機も従来の5速から6速に段数を増やすとともに、ロックアップ領域の大幅な拡大によりマニュアル車のようなダイレクトなシフトフィールとスムーズで力強い加速を可能にした新型6速AT「SKYACTIV-DRIVE（スカイアクティブ ドライブ）」も搭載したことで、意のままの走行を可能にした。また、空力性能の向上や低転がり抵抗タイヤ（15インチ、スポーツ「20S-SKYACTIV」を除く）の採用や、「i-stop」においてはエンジン再始動時の燃料噴射量を従来型より半減しさらなる燃費性能の向上を実現。また、専用のヘッドランプデザイン・リアバッジ・メーターを採用し、専用のシフトレバーも装備。MIDにはi-stopの作動条件をグラフィック表示する機能やi-DMと連動するドライブ評価機能を追加。アルミホイールも高剛性でロードノイズを低減した新デザインを採用。
    - 「SKYACTIV TECHNOLOGY」搭載グレードはスポーツは「20C-SKYACTIV」と「20S-SKYACTIV」、セダンは「20C-SKYACTIV」と「20E-SKYACTIV」の各2グレードずつ、計4グレードを設定した。既存グレードの「15S」・「15C」・「20E（4WD専用グレード）」はメーター中央部にエコドライブ状態を確認できるエコゲージを新たに搭載し、「15S」はさらにDSC（横滑り防止装置）も標準装備され、安全性能を向上した。また、フロントデザインを変更し（「マツダスピードアクセラ」はフロントグリルの変更のみ）、インテリアのシルバー加飾を適切に配置したことで機能性を高め、ボディカラーには新色のスカイブルーマイカを追加した（新色の追加は「マツダスピードアクセラ」を除く。同時にMC前に存在した「セレスチアルブルーマイカ」は廃止した）[37]。

  - 11月17日 - オートモーティブ・リース・ガイドが行っている『2012年レジデュアル・バリュー・アワード』スポーツカー部門で、Mazdaspeed3が1位になる[38]。
- 2012年
  - 6月28日 - 一部改良。
    - 「SKYACTIV-G 2.0」搭載車の燃費性能を高め、スポーツの「20C-SKYACTIV」と「20S-SKYACTIV（15インチタイヤ装着車）」は「平成27年度燃費基準+10%」を達成。「20C-SKYACTIV」はオプション設定のアルミホイールを15インチにサイズダウンし、セダン「20E-SKYACTIV」とスポーツ「20S-SKYACTIV」は15インチアルミホイールが含まれるセットオプションの選択肢を拡大した。アルミホイールのセンターキャップを黒色に、1.5L車の本革巻きシフトノブを「SKYACTIV-G 2.0」搭載車と同デザインにそれぞれ変更。
    - 「マツダスピードアクセラ」ではシャークフィンアンテナを新たに装備し、18インチアルミホイールとリアバンパー下部にガンメタリック塗装を、ドアミラーと大型リアルーフスポイラー下部を黒色に変更した。併せて、スポーツ「20S-SKYACTIV」をベースに本革シート、本革巻パーキングレバー、遮音ガラス、高輝度塗装17インチアルミホイール、アダプティブ・フロントライティング・システム、リアビークル・モニタリング・システム、運転席8Wayパワーシート、クルーズコントロール等を装備し、スポーティーで且つ、安全性や快適性能を高めた特別仕様車「20S-SKYACTIV アドバンスドスタイル」を発売した[39]。
    - 本改良にともない、「SKYACTIV」搭載車はエンジンカバーが青から黒に替わり、リアに装着されている「SKYACTIV」専用エンブレムが3代目デミオ「13-SKYACTIV」と同デザインのものから、CX-5でデザインを一新した「SKYACTIV TECHNOLOGY」エンブレムに変更された。

  - 12月26日 - 特別仕様車「15S スポーツエディション」・「20S-SKYACTIV スポーツエディション」を発売。
    - 「15S」・「20S-SKYACTIV」をベースに、「マツダスピードアクセラ」と同形状のリアルーフスポイラー（スポーツタイプ）とシャークフィンアンテナを装備し、ワンタッチ電動格納リモコン式カラードドアミラーは「マツダスピードアクセラ」と同色のブラックを採用。さらに、ガンメタリック塗装のアルミホイール（「15S」は16インチ、「20S-SKYACTIV」は17インチ）、ディスチャージヘッドランプ（「20S-SKYACTIV」はブルーリング付）を装備したほか、「20S-SKYACTIV」にはアダプティブ・フロントライティング・システム（AFS）とスポーツシート（赤ステッチ付）を、「15S」にはLEDドアミラーウインカー、センターコンソール（クリアブラック）、シフトゲート（ピアノブラック）、マルチインフォメーションディスプレイ（MID）4.1インチカラー液晶をそれぞれ装備した。ボディカラーは特別仕様車専用色の「ジールレッドマイカ」を含む5色を設定した[40]。
- 2013年
  - 10月[41] - 生産終了。在庫対応分のみの販売となる。
  - 11月 - 3代目と入れ替わって販売終了。

## 3代目 BM/BY系（2013年 - 2019年）

### 概要
2013年6月27日、ニューヨーク、ロンドン、メルボルン、サンクトペテルブルク、イスタンブールの世界5都市で発表された。日本では2013年11月21日に発売された。生産は防府工場の他、メキシコ、タイ、中国で行われ、年間販売台数は世界50万台を目標としている。

#### エクステリア
デザインテーマ「魂動 -Soul of Motion」を採用し、Cセグメントサイズながらダイナミックで生命感ある動きが表現された。フロントフェイスはグリルをより低く構え、金属の塊から削り出したような重厚な質感の「シグネチャーウィング」を採用。また、前輪を50mm前方に配置されたことで運転席足元スペースを拡大し、その結果、ホイールハウスとアクセルペダルの干渉が解消され、ペダル配置が適正化された。併せて、Aピラーを2代目から100mm後退させたことで運転視界を広く取った。ディーゼル車専用で、フロントグリルのシグネチャー上部にレッドカラーのピンストライプが配される。
リアデザインは後方に力をため込んだような凝縮感のあるフォルムとなり、ナンバープレートの位置がリアゲート上に移動された。また、2代目までリア左側に配置していた「MAZDA」のロゴエンブレムがなくなり、車名エンブレムは「Axela」から「AXELA」にロゴデザインを変更した上でリア右側からリア左側に移動した。中国仕様のみAXELAエンブレムの下部に「MAZDA3」、SKYACTIVエンブレムの上部に「长安马自达」（長安馬自達）のエンブレムが貼られている。その他の国では、AXELAエンブレムを「MAZDA3」に変更されたものが販売された。
2代目・後期型（2012年6月一部改良モデル以降）に装着されていた「SKYACTIV TECHNOLOGY」エンブレムは3代目にも装着されているが、ハイブリッド車はエンブレムの右側に"HEV"が表記された専用エンブレムが装着される。給油口は、プラットフォームが先代までのフォードと共用のものからマツダ独自のものに移行したため、右側から左側に変更されている。

#### インテリア
カーコネクティビティシステム「MAZDA CONNECT（マツダコネクト）」を初導入し、一部グレードを除き標準装備とした。独立型の7インチWVGAセンターディスプレイとコマンダーコントロールを備え、少ない視線移動とブラインド操作を可能にしたことでわき見や操作を最小化して運転に集中できるようにしたほか、スマートフォンとBluetooth経由で連携し、ハンズフリー通話はもちろん、クラウドプラットフォーム「Aha」を介してインターネットラジオ局へアクセスしたり、Twitterの新着ツイートやFacebookのニュースフィードの音声読み上げ機能も備える。また、「i-DM」や燃費モニターに加え、オイルの交換時期などが確認できるメンテナンス機能やメーターに表示された警告の内容を確認できるウォーニングガイダンス機能も備える。なお、ナビゲーションシステムはオプションで、別途専用のSDメモリーカードを挿入して使用することになる。これらの変更により、これまで設定されていたオーディオレス設定がなくなり、ディーラーオプションでも他社製2DINナビゲーションが装着できなくなった。
マツダコネクトの性能について、モーターマガジン誌は目的地まで最短距離で行こうとするあまり細い道に案内したり、地図の情報量が少ないといった問題点を指摘し、コマンダーによる操作性は悪くないとしながらも、現時点ではパイオニア製ナビに及んでいないと評した。driver誌は、マツダコネクトの表示項目や階層構成、設定方法などが既存のオーディオやカーナビのものと異なる点が多いことによる扱いづらさを指摘。早急な改良が望まれる点の一つにマツダコネクトを挙げ、車両本体の出来のよさに対して圧倒的に熟成不足であると断じた。

#### メカニズム
2代目・後期型から採用しているSKYACTIV TECHNOLOGYを、従来のエンジン・トランスミッションに加え、ボディ（SKYACTIV-BODY）とシャシー（SKYACTIV-CHASSIS）にも拡大して全面採用。エンジンは既存の「SKYACTIV-G 2.0」は2代目・後期型のPE-VPS型から3代目アクセラにも採用されている改良型のPE-VPR型に置換、1.5 L車には大幅なトルクアップと燃費向上を実現した新開発のP5-VPS型直噴エンジン「SKYACTIV-G 1.5」を採用した。さらに、日本国内向けアクセラでは初となるSH-VPTR型ディーゼルエンジン「SKYACTIV-D 2.2」搭載車をスポーツに設定。トランスミッションには2代目・後期型の6速AT「SKYACTIV-DRIVE」に加え、手首の返しのみでシフト操作が可能な6速MT「SKYACTIV-MT」も設定。販売国によってはPY-VPR型と呼ばれる「SKYACTIV-G 2.5」も用意する。なお、ガソリン車については、先代までのハイオクガソリン仕様車が消滅した。
「SKYACTIV-G 2.0」搭載車にはエンジンの冷却が必要ない時にはロアグリルの開口部へ侵入する空気を遮断することで空力性能を高めるとともに、暖房時間の短縮寄与や実用燃費を向上したアクティブエアシャッターを採用した。また、「SKYACTIV-G 2.0」及び「SKYACTIV-D 2.2」搭載車には3代目アテンザにも採用されている減速エネルギー回生システム「i-ELOOP」を採用した。安全面に関しても、事故を未然に防止するアクティブセーフティ技術、事故にあうリスクや被害を軽減する衝突被害軽減ブレーキ、事故の被害を軽減するパッシブセーフティ技術、ドライバーの運転を支援する機能を備えた「i-ACTIVSENSE」も採用された。エアバッグは運転席・助手席・左右サイド・左右カーテンの6エアバッグが全グレード標準装備された。ブレーキは当代より全車総輪ディスクブレーキになった。パワーステアリングは先代までの電動油圧式から電動式（アシスト方式はコラムアシスト）に変更された。
併せて、マツダ車では初となるハイブリッドモデルをセダンに設定。エンジンに「SKYACTIV-G 2.0」をハイブリッド専用に設計したPE-VPH型を採用し、モーターを組み合わせたことで優れた燃費性能を実現した。エンジンは自社製だが、2010年3月29日にトヨタ自動車との間でプリウスに用いられているハイブリッド技術のライセンス供与に合意し、モーターを含むハイブリッドシステム全体はTHS-Ⅱ（トヨタ・ハイブリッド・システム）を採用している。トランスミッションもプリウスと同じく電気式無段変速機（遊星ギアを用いた動力分割機構）となる。また出力も「色々試したがこれが最も効率が良かった」として、エンジン・モーターともに3代目プリウスと全く同じ数値にチューニングされている。なお、ガソリン車は従来からの2.0 L車に加え、1.5 L車も「平成27年度燃費基準+10%」を達成し、ハイブリッド車は「平成27年度燃費基準+20%」を達成している。
なおTHS-Ⅱの採用にあたっては、マツダ側がブレーキ回りで使うバネ一本を作り直したことで乗り味が大きく改善し、完成確認試乗会にてトヨタのエンジニアが「ウチのクルマより良い」として緊急会議を行ったというエピソードが残っている。この報告がトヨタ自動車の豊田章男社長にまで上がり、実際に自ら試乗してそれを確認したことから、後にトヨタとマツダの技術提携（2015年5月）にまでつながったとされる。
2016年7月の大幅改良では、スポーツは「SKYACTIV-G 2.0」搭載車が廃止となる替わりに、S5-DPTS型ディーゼルエンジン「SKYACTIV-D 1.5」搭載車が新設された（セダンには設定なし）。同時に、「SKYACTIV-D 2.2」搭載車はアクセラ史上初となる電動式パーキングブレーキを新たに採用した。
グレード
グレード体系は、販売開始当初、セダンは「SKYACTIV-G 1.5」搭載車のみの展開で、「15C」と「15S」の2グレード、スポーツはセダンのラインナップに加え、「SKYACTIV-G 2.0」搭載車の「20S」・「20S Touring」・「20S Touring L Package」の3グレードと「SKYACTIV-D 2.2」搭載車の「XD（クロス・ディー）」を加えた6グレード、ハイブリッドセダンは「アクセラハイブリッド」の名称でラインナップされ、「HYBRID-C」・「HYBRID-S」・「HYBRID-S L Package」の3グレードが設定されるが、4WD車は「SKYACTIV-G 1.5」搭載車のみ（6速ATのみ）の設定となっていた（その後、2014年9月のガソリン車の一部改良に伴って「15S Touring」が加わる）。
2016年7月の大幅改良では、「SKYACTIV-D 2.2」搭載車の「XD」を「22XD PROACTIVE（プロアクティブ）」と「22XD L Package」の2グレードに細分化し、2015年12月に特別仕様車として設定されたセダンにも同じグレード体系で新設定（ただし、6AT車のみの設定）したほか、スポーツは「SKYACTIV-G 2.0」搭載車の「2.0S」・「20S Touring」・「20S Touring L Package」を廃止する替わりに、「SKYACTIV-D 1.5」搭載車の「15XD」・「15XD PROACTIVE」・「15XD L Package」を新設した。また、一部グレードの名称を変更し、セダン・スポーツに設定の「15S Touring」を「15S PROACTIVE」に、ハイブリッドに設定の「HYBRID-S」を「HYBRID-S PROACTIVE」に変更した。
なお、ガソリン・ディーゼル・ハイブリッドの3つのパワートレインを同一車種内でラインナップするのは、BMWやメルセデス・ベンツなど海外メーカーや国内メーカーの海外向け販売車トヨタ・オーリスなどでは前例があるものの、国内メーカー・国内販売の乗用車では初となった。トラックでは（ディーゼル、ガソリン、ディーゼルハイブリッド）3種類ラインナップしたものは存在した。

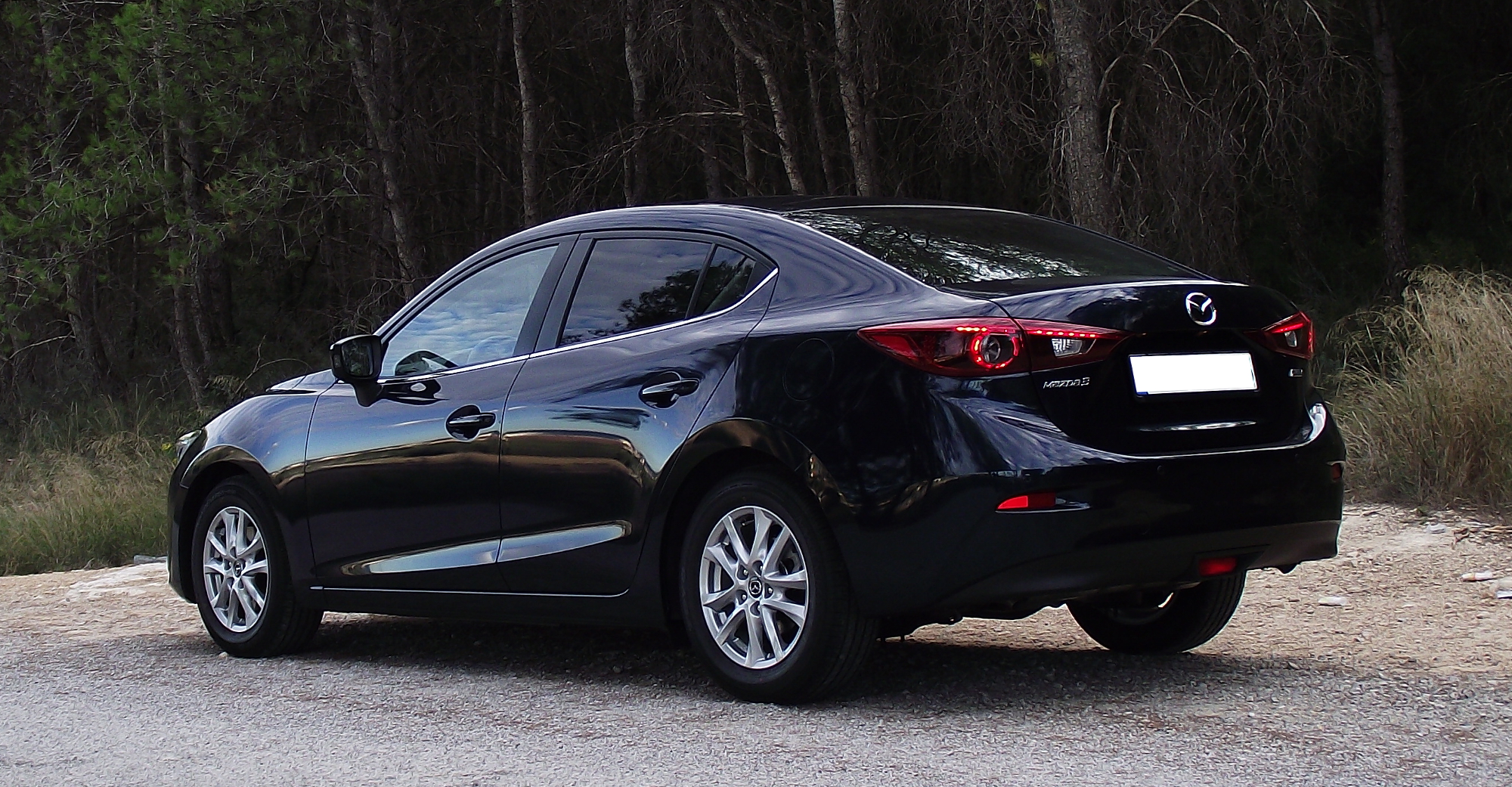
セダン（欧州仕様）
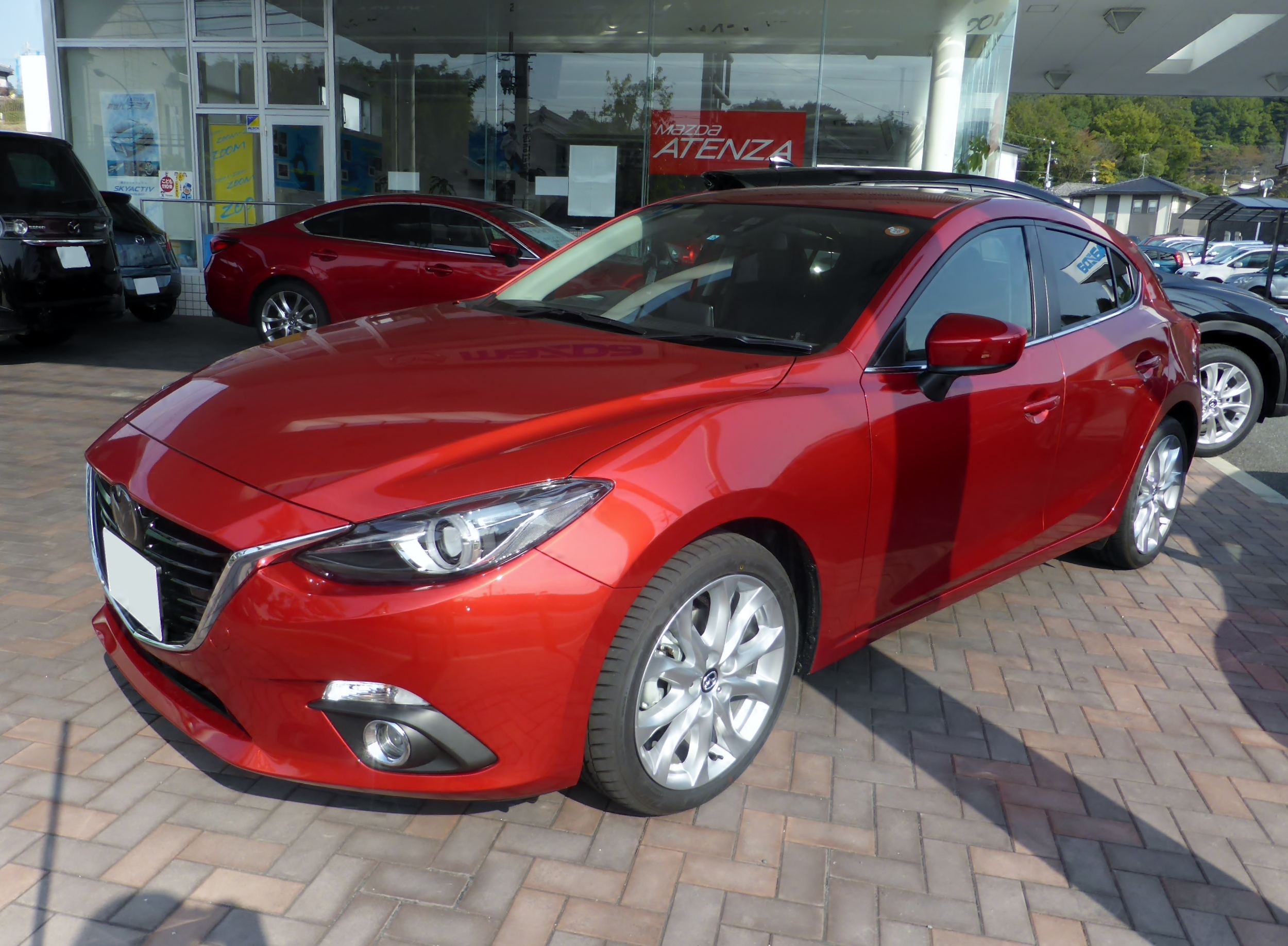
アクセラスポーツ（2013年11月販売型・フロント）
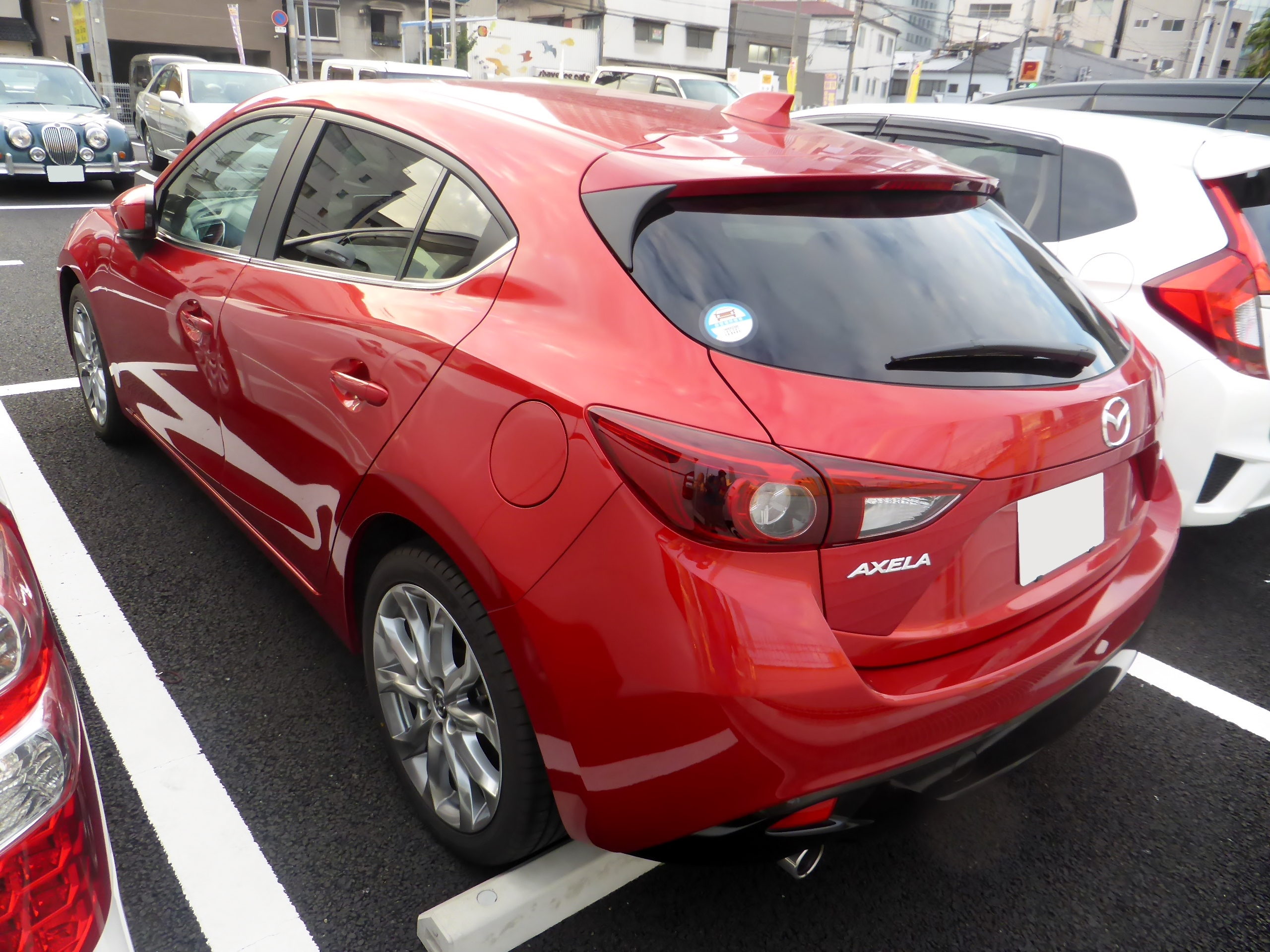
アクセラスポーツ（2013年11月販売型・リア）
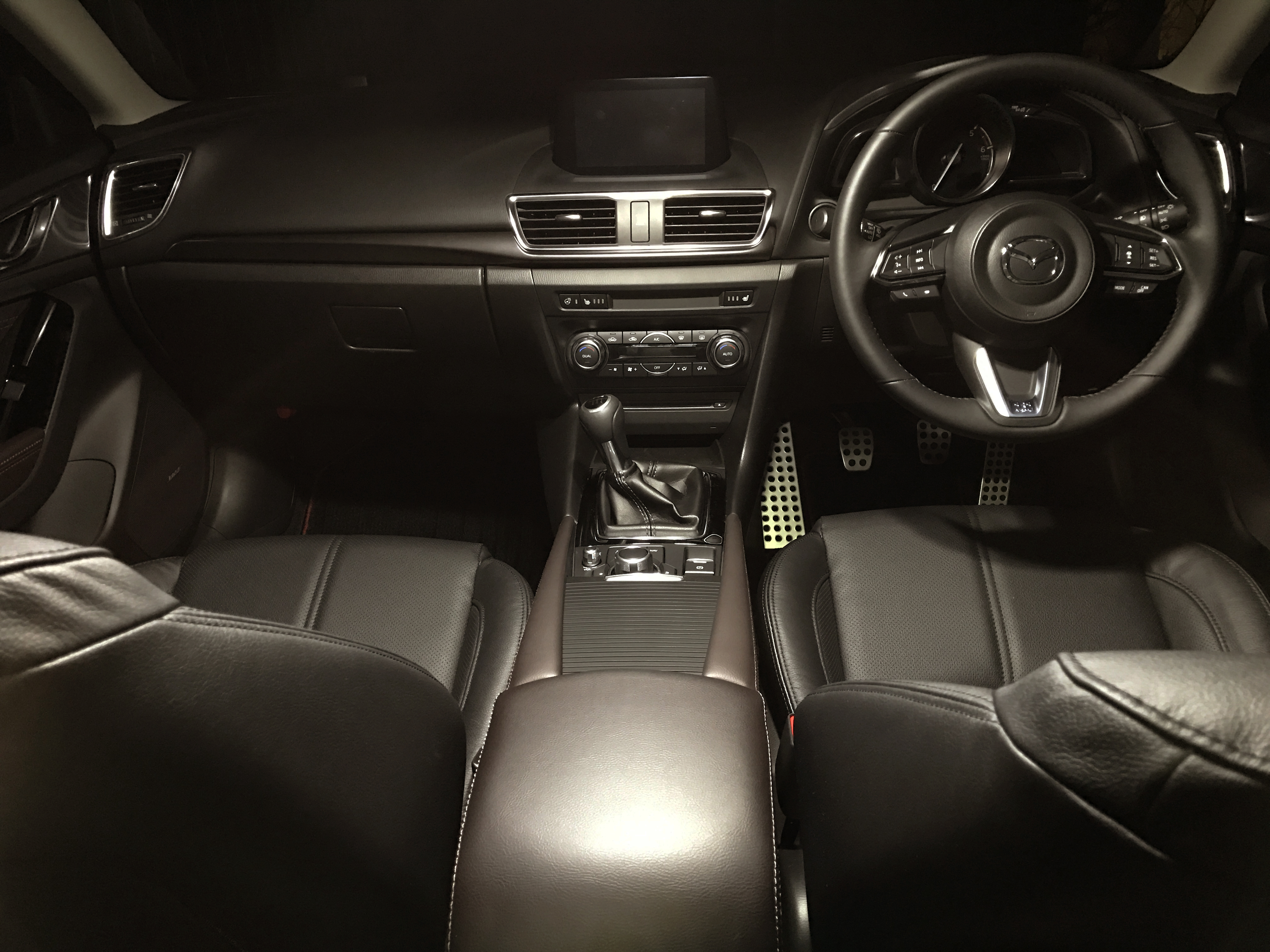
インテリア(2016年7月改良型・22XD L Package)
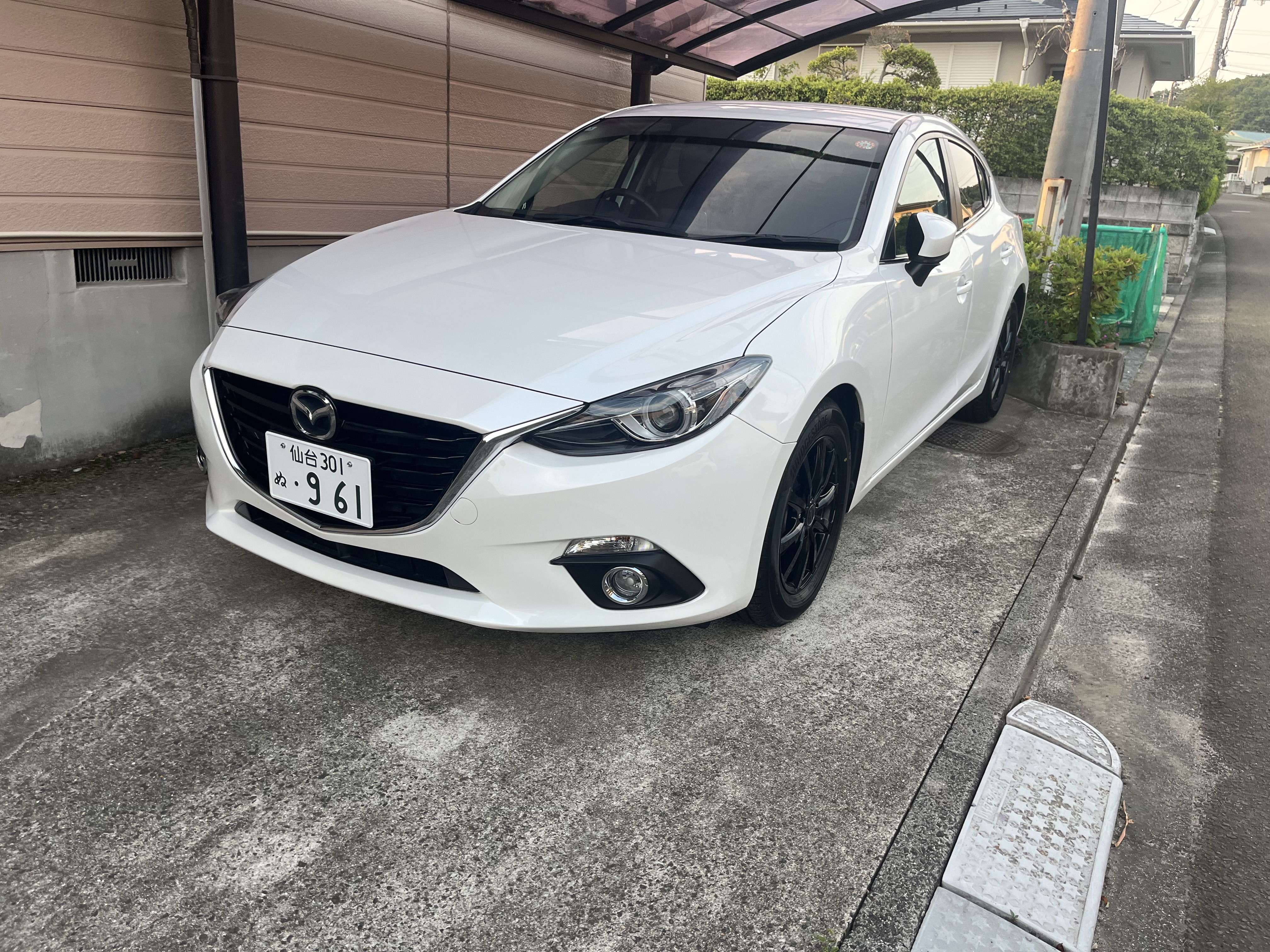
スノーフレイクホワイトパールマイカのアクセラスポーツ(2014年式・15S ディスチャージパッケージ)

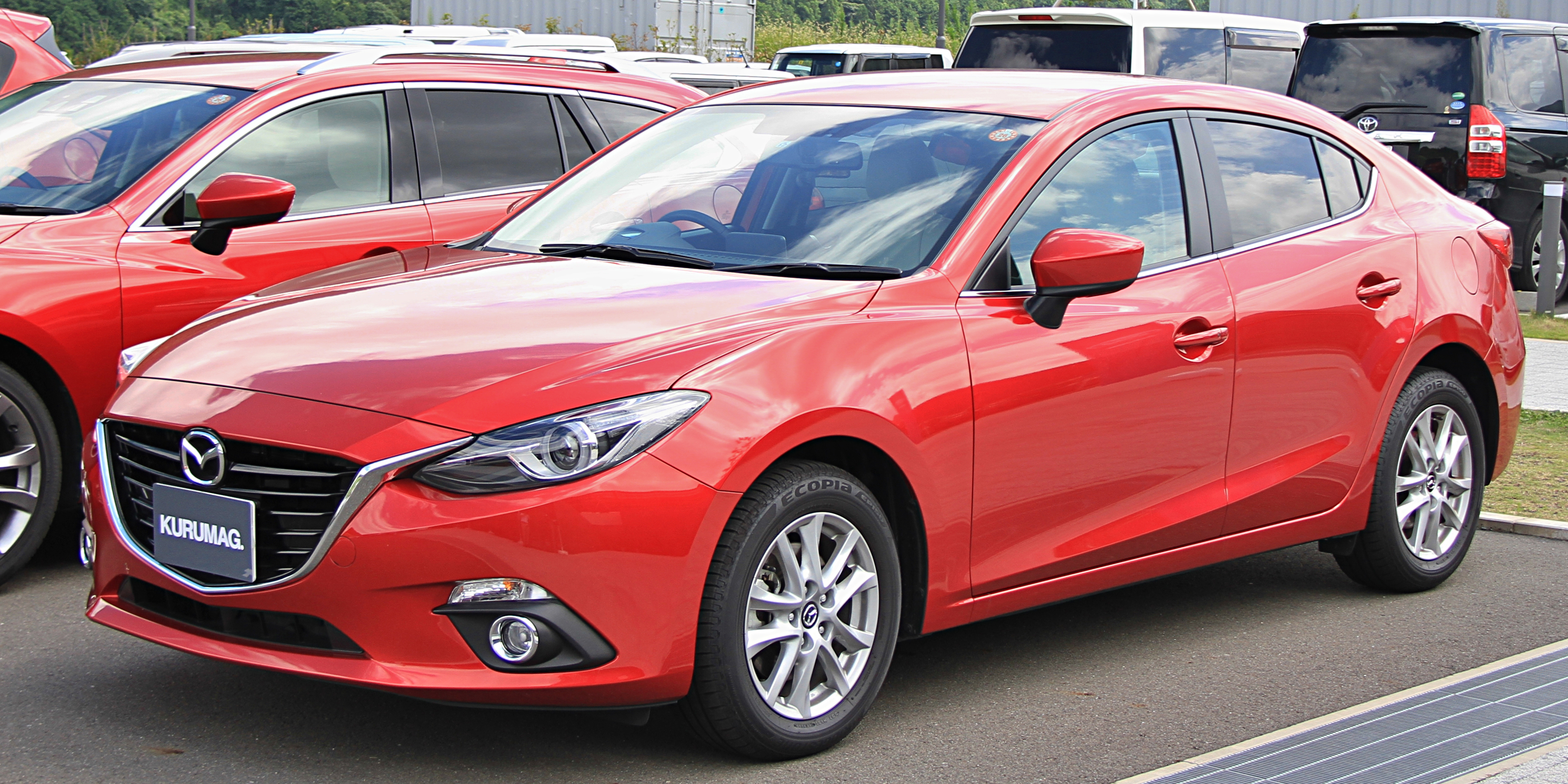
アクセラハイブリッド（2013年11月販売型・フロント）
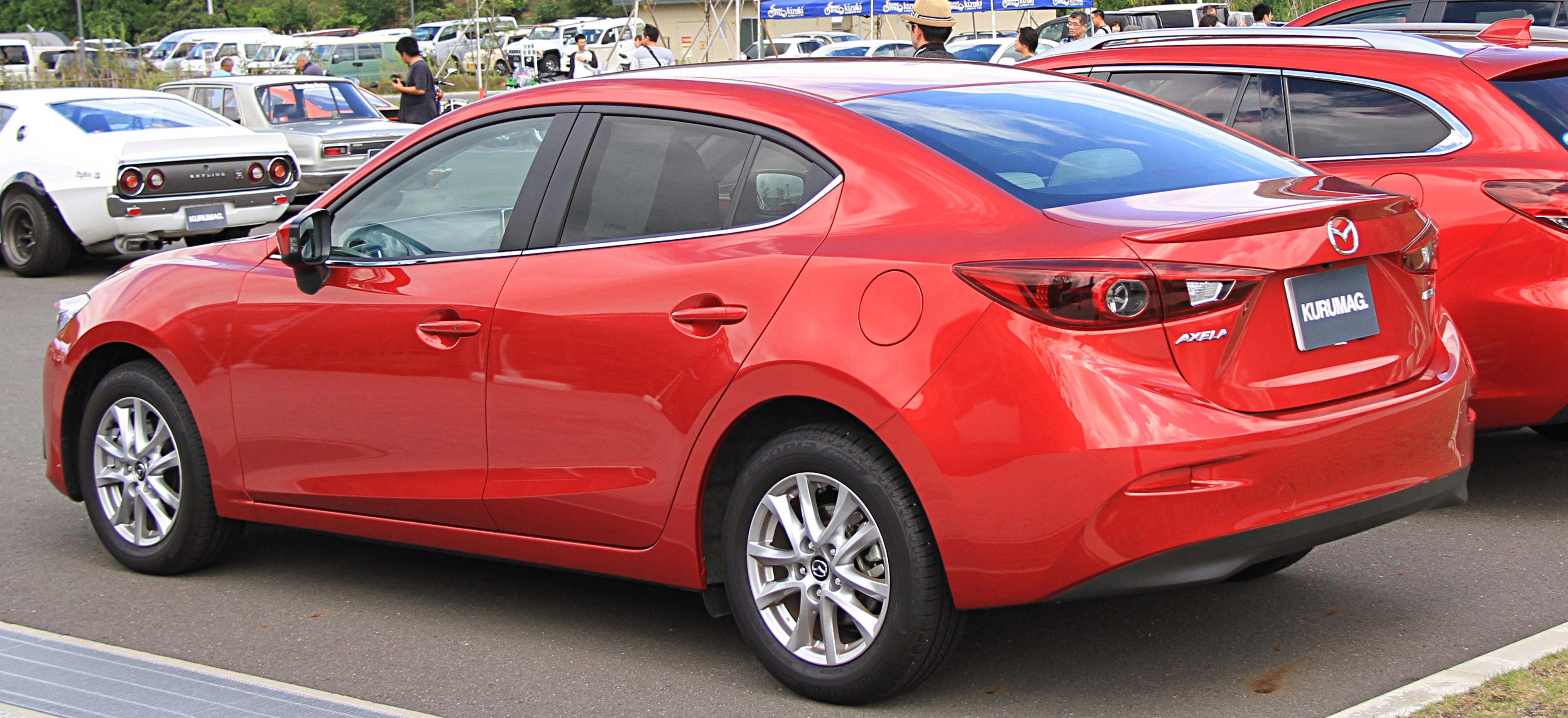
アクセラハイブリッド（2013年11月販売型・リア）
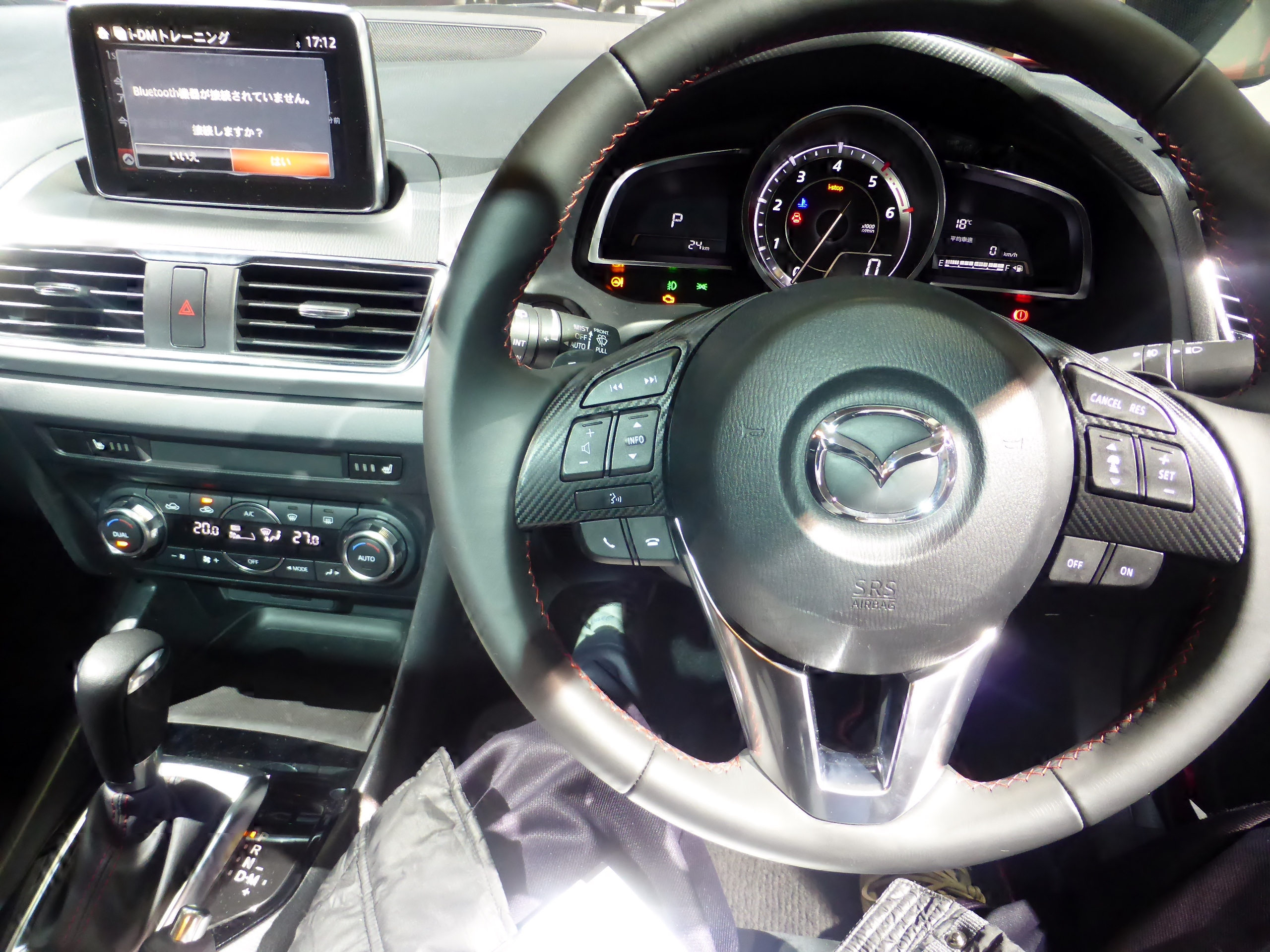
インテリア （日本国内仕様・2013年11月販売型）
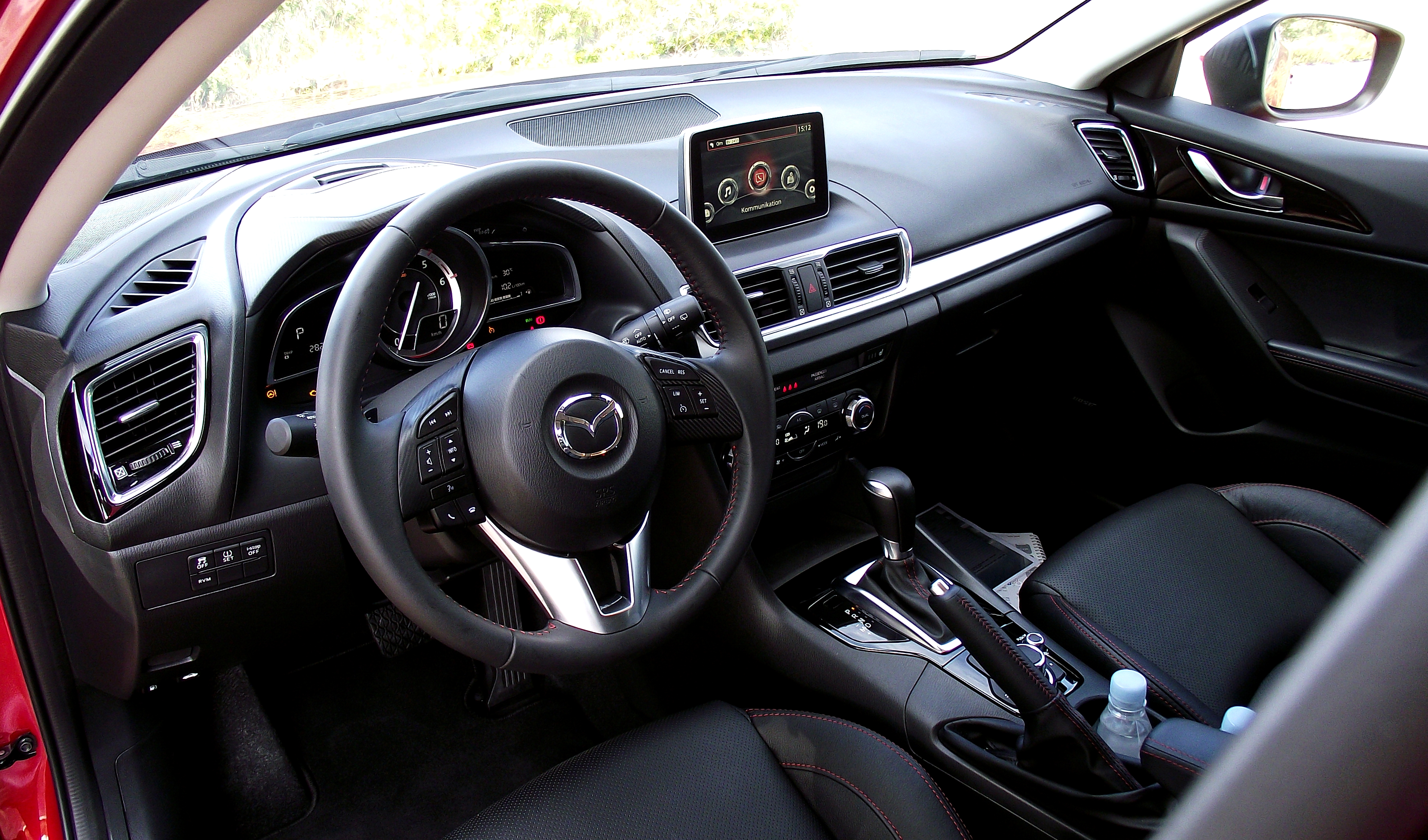
インテリア （日本国外仕様）
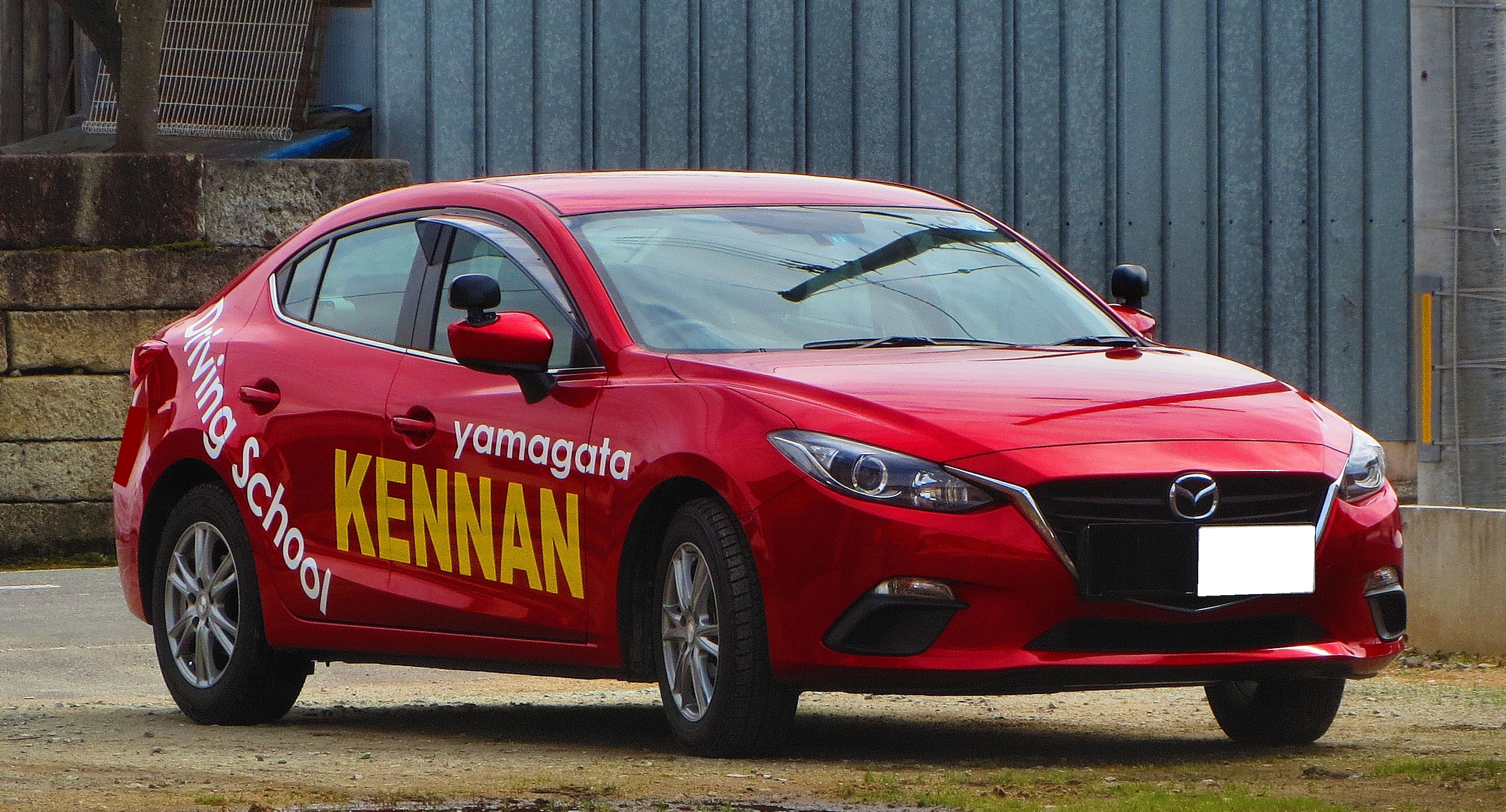
教習車仕様。専用の1.6L直列4気筒型エンジン(非SKYACTIVE仕様)が搭載されている。

### 年表
- 2013年
  - 6月13日 - 防府工場で日本国外向けの製造を開始[52][53]。
  - 6月27日 - 3代目アクセラ（北米向けMazda 3）のハッチバックモデルを発表[54]。
  - 10月9日 - 3代目アクセラの予約受付を翌10月10日より開始することを発表し、併せて、日本市場向けの概要も公表された[55]。
  - 10月17日 - 東京ミッドタウンで行われるイベント「Tokyo Midtown DESIGN TOUCH 2013」に「マツダ 魂動デザイン フィロソフィー展示」としてブースを出展し、3代目アクセラを特別展示することを発表[56]。
  - 10月21日 - 第43回東京モーターショーに3代目アクセラを出品することを発表、併せて、天然ガスとガソリンのデュアルフューエル方式を採用した「Mazda3 SKYACTIV-CNGコンセプト」を参考出品[57]。
  - 11月21日 - 日本での販売開始。当初はセダン・ハイブリッド並びにスポーツのガソリン1.5 L車、2.0 L車・6速AT車のみ。スポーツのディーゼル車とガソリン2.0 L・6速MT車は2014年販売開始予定とされた。
- 2014年
  - 1月7日 - メキシコ工場での製造を開始[58]。
  - 1月30日 - スポーツのガソリン2.0 L・6速MT車の予約販売を開始。併せて、発売予定日を4月17日とすることを発表した[59]。
  - 2月25日 - 同年1月22日に累計生産台数が400万台に達したことを発表。初代モデル生産開始から10年7か月での400万台達成は歴代マツダ車で最短記録となった[60]。
  - 3月14日 - タイでの生産拠点であるオートアライアンス（タイランド）を通じて、タイ市場向けの生産を開始[61]。
  - 4月 - 教習車仕様の販売をスタート[62][10]。
  - 4月11日 - 中国工場での製造開始[63]。
  - 6月5日 - 教習車仕様の累計生産台数が1万台を突破した[62][10]。
  - 8月7日 - ガソリン車を一部改良（9月1日販売開始）[64]。
    - 新グレードとして、国産メーカーの1.5 L車としては初めて、中高速走行時の衝突被害をブレーキの自動制御で回避または軽減するスマート・ブレーキ・サポート（SBS）及び約30～100km/hの範囲で自動追従走行を可能にするマツダ・レーダー・クルーズ・コントロール（MRCC）、走行時に必要な情報を表示して視線移動や焦点調節を最小限にするアクティブ・ドライビング・ディスプレイなど、先進の安全装備を充実させた「15S Touring」を新設。併せて、「15S」にはスマート・シティ・ブレーキ・サポート（SCBS）&AT誤発進抑制制御と自動防眩ルームミラーを、「20S」はクルーズコントロールを、「20S Touring」・「20S Touring L Package」はディーゼル車専用装備であったハイ・ビーム・コントロールシステム（HBC）と車線逸脱警報システム（LDWS）をそれぞれ標準装備し、安全面を強化した。

  - 10月30日 - ハイブリッド車を一部改良（11月20日販売開始）[65]。
    - 日本メーカーのハイブリッド車（プラグインハイブリッド車を除く）で初めて、自動ブレーキ機能のスマート・ブレーキ・サポート（SBS）とAT誤発進抑制制御をハイブリッド車全車に標準装備化。併せて、装備内容も充実し、ハイブリッド車では未設定だった18インチタイヤ&アルミホイールとハイ・ビーム・コントロールシステム（HBC）、車線逸脱警報システム（LDWS）を「HYBRID-S L Package」に標準装備（タイヤはオプションで従来の16インチにダウングレード可能）、「HYBRID-S」にメーカーセットオプション設定。「HYBRID-C」は自動防眩ルームミラーとクルーズコントロールを標準装備した。
- 2015年
  - 5月21日 - 4月20日に事前通知した[66]通り、同車及びデミオのマツダコネクト搭載車に対してのサービスキャンペーンを実施[67]。コネクティビティー・マスター・ユニット及びパワートレインコントロールモジュールの制御フログラム書き換え、ナビゲーションSDカード利用者に対してのSDカード交換を行う。これにより、2014年11月20日に行われたアテンザ及びCX-5のマイナーチェンジでオプション設定しているのと同様のミックウェア製になる。
  - 8月27日 - ガソリン車・ディーゼル車を一部改良[68]。
    - 車両後方の検知システムを刷新し、走行中に後側方から接近する車両を検知してドライバーに知らせるブラインド・スポット・モニタリング（BSM）と駐車場などで後退する際に接近する車両を検知してドライバーに知らせるリア・クロス・トラフィックアラート（RCTA）を採用し、「15S Touring」・「20S Touring」・「20S Touring L Package」・「XD」に標準装備、「15S」にメーカーオプション設定したほか、「15S Touring」・「20S Touring」・「20S Touring L Package」・「XD」に装備されているアクティブ・ドライビング・ディスプレイの走行車線表示をわかりやすいように改良した。また、「15C」・「15S」・「15S Touring」の2WD・6速AT車においてAT制御を改良したことで燃費を向上し、「平成32年度燃費基準」を達成。「i-ACTIV AWD」を採用した4WD車を「15S Tournig」にも設定した。

  - 12月17日 - スポーツに設定されているディーゼル車「XD」をセダンにも特別仕様車として設定し発売開始[69]。セダン「XD」では、スマート・シティ・ブレーキサポート[前進時]（SCBC F）をはじめとする「i-ACTIVSENSE」やBoseサウンドシステム「AUDIOPILOT 2+Centerpoint 2）」+9スピーカーをはじめとする快適装備をすべて標準装備するほか、シグネチャー上部に赤塗装を施したフロントグリルなどの「XD」専用装備も採用した。
- 2016年
  - 5月31日 - 4月末日までに初代からの累計生産台数が500万台に達したことを発表。マツダ車において累計生産台数500万台を達成した車種はファミリア（バン・トラックを除く）に次いで2車種目であるが、初代モデルの生産開始から12年10ヶ月での500万台達成はマツダ車において最短記録となった[70]。
  - 7月14日 - 大幅改良[71]（ほとんどのグレードは発表日より発売開始、スポーツ・セダンに設定の「SKYACTIV-D 2.2」搭載の2WD車は8月、同4WD車は9月発売）[72]。
    - スポーツ及びセダン全車に新世代車両運動制御技術「SKYACTIV-VEHICLE DYNAMICS（スカイアクティブ ビークル ダイナミクス）」の第一弾として、ドライバーのハンドル操作に応じてエンジンの駆動トルクを緻密に変化させることで、横方向と前後方向の加速度を統合的にコントロールする制御技術「G-Vectoring Control（G-ベクタリング コントロール）」を初採用したほか、ディーゼル車にはエンジンのトルク応答を緻密にコントロールする「DE緻密過給制御」、ノック音自体を抑制する「ナチュラル・サウンド・スムーザー」と「ナチュラル・サウンド・周波数コントロール」も搭載。スポーツはガソリン2.0 L車を廃止する替わりに、ディーゼル1.5 L車を新設した。
    - 一部グレードを除く全車に装備されているアクティブ・ドライビング・ディスプレイを改良し、上側を走行環境情報、下側を車両情報に棲み分け、カラー化並びに、高輝度・高精細・高コントラスト化。また、運転席10Wayパワーシート&シートメモリー（「L Package」系グレードに標準装備、「PROACTIVE」系グレードにメーカーオプション）には、シートポジションと連動してアクティブ・ドライビング・ディスプレイの角度や明るさ、ナビの表示設定などの登録も可能となり、ステアリングホイールを新型に変更した。
    - 「i-ACTIVSENSE」にも新機能が追加され、走行中にフォワード・センシング・カメラで速度標識・進入禁止標識・一時停止標識を認識し、速度標識認識時には「アクティブ・ドライビング・ディスプレイ」に制限速度を表示して制限速度超過をディスプレイ内のグラフィック点滅（設定によりブザー警告も併せて）通知する交通標識認識システム（TSR）、グレアフリー（防眩）ハイビーム・ワイド配光ロービーム・ハイウェイモードで構成されたアダプティブ・LED・ヘッドライト（ALH）、従来のSCBS Fの検知デバイスを近赤外線レーザーセンサーからフォワード・センシング・カメラに変更したことで作動速度域を拡大し、歩行者にも検知できるようにしたアドバンスト スマート・シティ・ブレーキ・サポート（アドバンストSCBS）を採用した。
    - 外内装デザインを変更したほか、ボディカラーの入れ替えを行い、「メテオグレーマイカ」・「ブルーリフレックスマイカ」・「アルミニウムメタリック」の3色を新色の「マシーングレープレミアムメタリック（オプションカラー、「15C」は設定不可）」・「エターナルブルーマイカ」・「ソニックシルバーメタリック」に差し替えた。また、ディーゼル2.2 L車には電動パーキングブレーキ（EPB）が採用された。

  - 12月1日 - 2016年度自動車アセスメント予防安全評価において、2016年度から新たに設定された「ASV++（ダブルプラス）」を獲得したことを発表した[73]。
- 2017年
  - 8月24日 - 商品改良（9月21日販売開始）[74]。
    - デミオ、CX-3、CX-5、アテンザに次いで「i-ACTIVSENSE」技術の標準装備化を行い、従来はグレード別設定やオプション設定だったアドバンストSCBS、AT誤発進抑制制御[前進時][後退時]（AT車のみ）、LDWSの3点を全グレードに拡大して標準装備し、ALHを「PROACTIVE」系グレードと「L Package」系グレード全てに標準装備し、スポーツ及びセダンの「15C」・「15S」、スポーツの「15XD」、ハイブリッドの「HYBRID-C」にはハイ・ビーム・コントロールシステム（HBC）を標準装備した。それに伴い、ヘッドライトが全車LED式となっている。また、一部グレードで既に標準装備されているBSM、RCTA、スマート・シティ・ブレーキ・サポート[後退時]（SCBS R）、リアパーキングセンサー（センター/コーナー）も全グレードに拡大して標準装備した。
    - 駐車場や幅の狭い道路などを低速で運転する際に車両周辺の状況をモニターで確認可能な360°ビュー・モニターをマツダ車で初採用し、スポーツ及びセダンの「15C」とハイブリッドの「HYBRID-C」を除く全てのグレードにメーカーオプション設定した（本オプションではフロントパーキングセンサー(センター/コーナー)もセットで装備される）。
    - グレード体系の拡充を行い、従来はスポーツのみの設定だった1.5 Lディーゼル車「15XD」・「15XD PROACTIVE」・「15XD L Package」をセダンにも設定し、従来はスポーツの1.5 Lディーゼル車とハイブリッドのみの設定だった「L Package」をスポーツ及びセダンの1.5 Lガソリン車にも拡大し、「15S L Package」を新設した。
    - ボディカラーの入れ替えも行い、従来の「ソウルレッドプレミアムメタリック（オプションカラー）」に替わり、2代目CX-5で初採用した「ソウルレッドクリスタルメタリック（オプションカラー）」を追加した（なお、ソウルレッド系のボディカラーが設定されていないスポーツ及びセダン「15C」はボディカラーの変更はない）。
- 2019年
  - 4月26日 - 教習車の受注終了。
  - 5月24日 - この日発表・販売開始された次期モデルの名称が海外向けと同じ「MAZDA3」に変更となり[75]、「アクセラ」の名称は3代限りで消滅した。

## 教習車仕様
2004年に製造開始した教習車仕様（マツダE&Tが手掛ける）はこのクラスで稀少なマニュアル車が設定されていることから、2014年に累計生産台数1万台を達成。近年（2014年時点）で日本国内の教習車市場で3分の1のトップシェアを確保している。
なお、3代目（BM系）の教習車仕様のCBA-BM6FJ型（および教習車・法人向けのLPG仕様のCBA-BM6FJ改）においてエンジンおよびトランスミッションはSKYACTIV TECHNOLOGYを採用せず従前のものを採用している。また、セダンはボディ自体が長くそのままで教習車の寸法規定（全長4,400mm以上）を満たすため、ファミリアセダンがベースだった時代に行われた輸出仕様向け大型バンパーへの換装は行われていない。
先述の通り2019年4月26日を以って受注終了となり、現在タイで生産される日本国内未投入（未発売）の2代目Mazda2 Sedanの右ハンドル車の同型車種のマツダ教習車に移行。

## 車名の由来
「Accelerate（加速する）」+「Accelerator（アクセル）」+「Excellent（卓越した）」を語源とした造語。日本国外仕様である「Mazda 3」の"3"は車格を表している。